# 大甲鎮瀾宮
大甲鎮瀾宮，俗稱大甲媽祖廟，是一座位於臺灣臺中市大甲區大甲里的媽祖廟。該廟是台灣媽祖信仰的代表廟宇之一，尤其每年的大甲媽祖遶境進香更是臺灣民間信仰中最受矚目的宗教盛事之一，並被列為中華民國無形文化資產民俗類重要民俗之一。

## 歷史

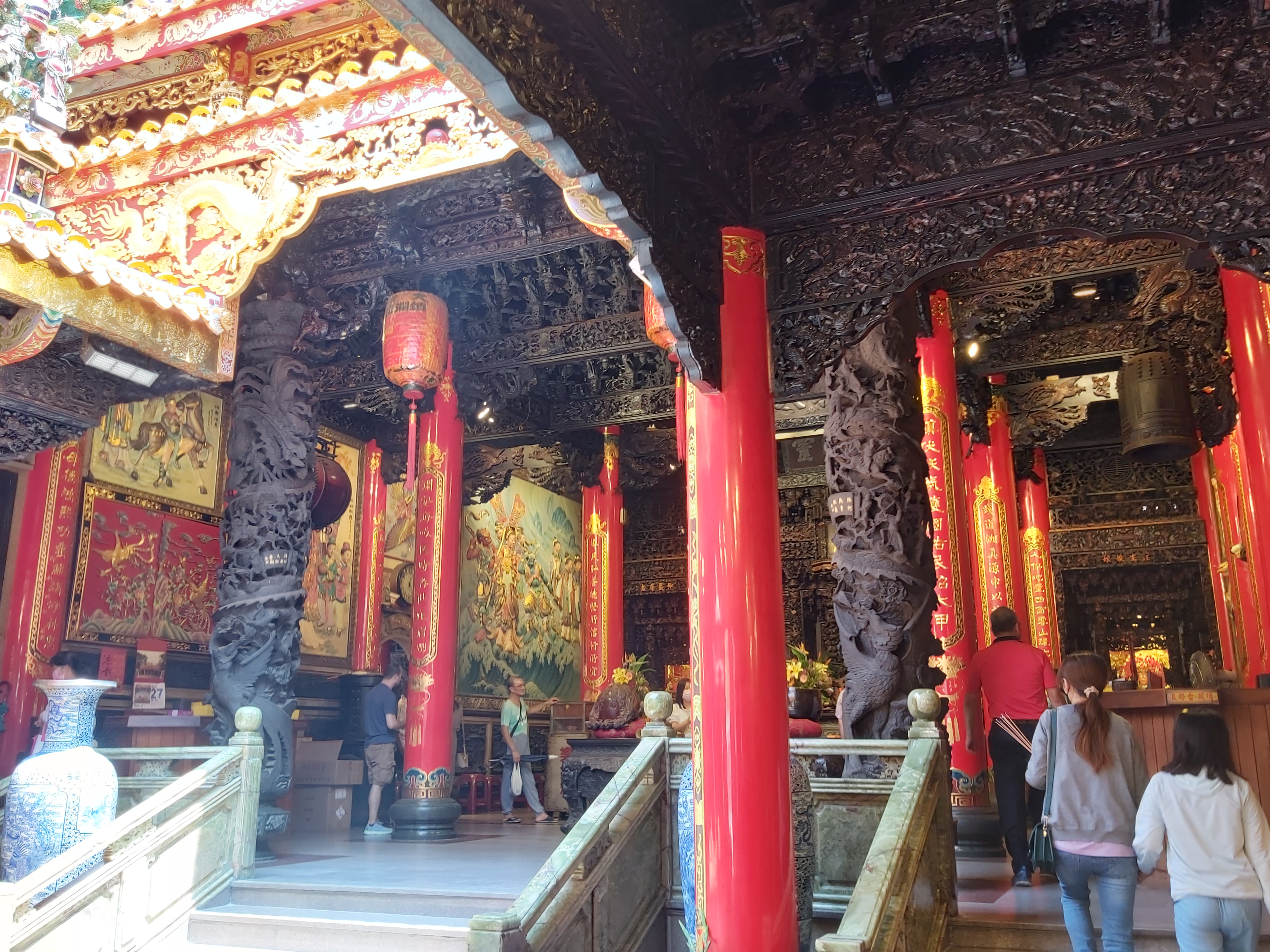
正殿外觀

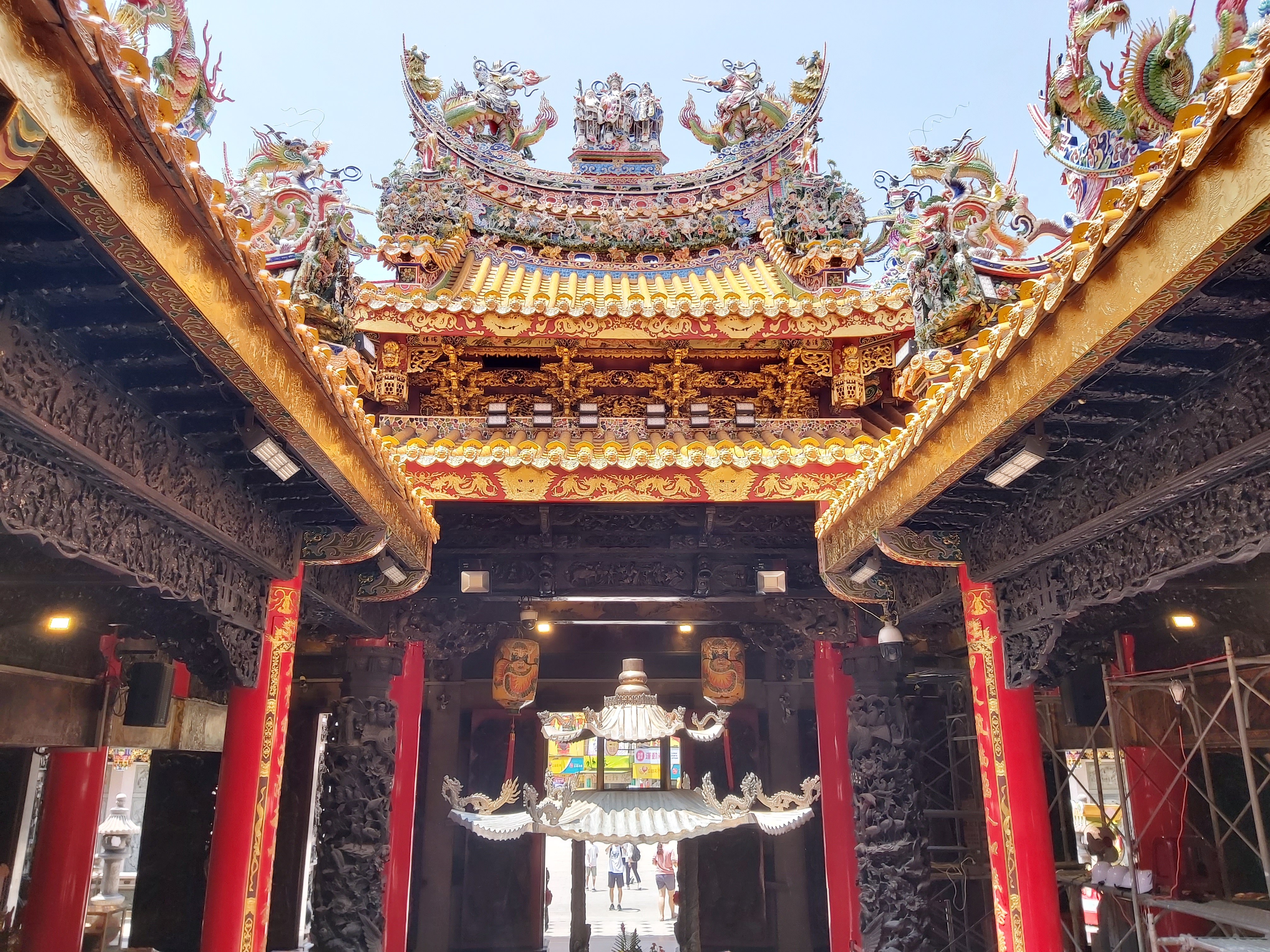
中庭

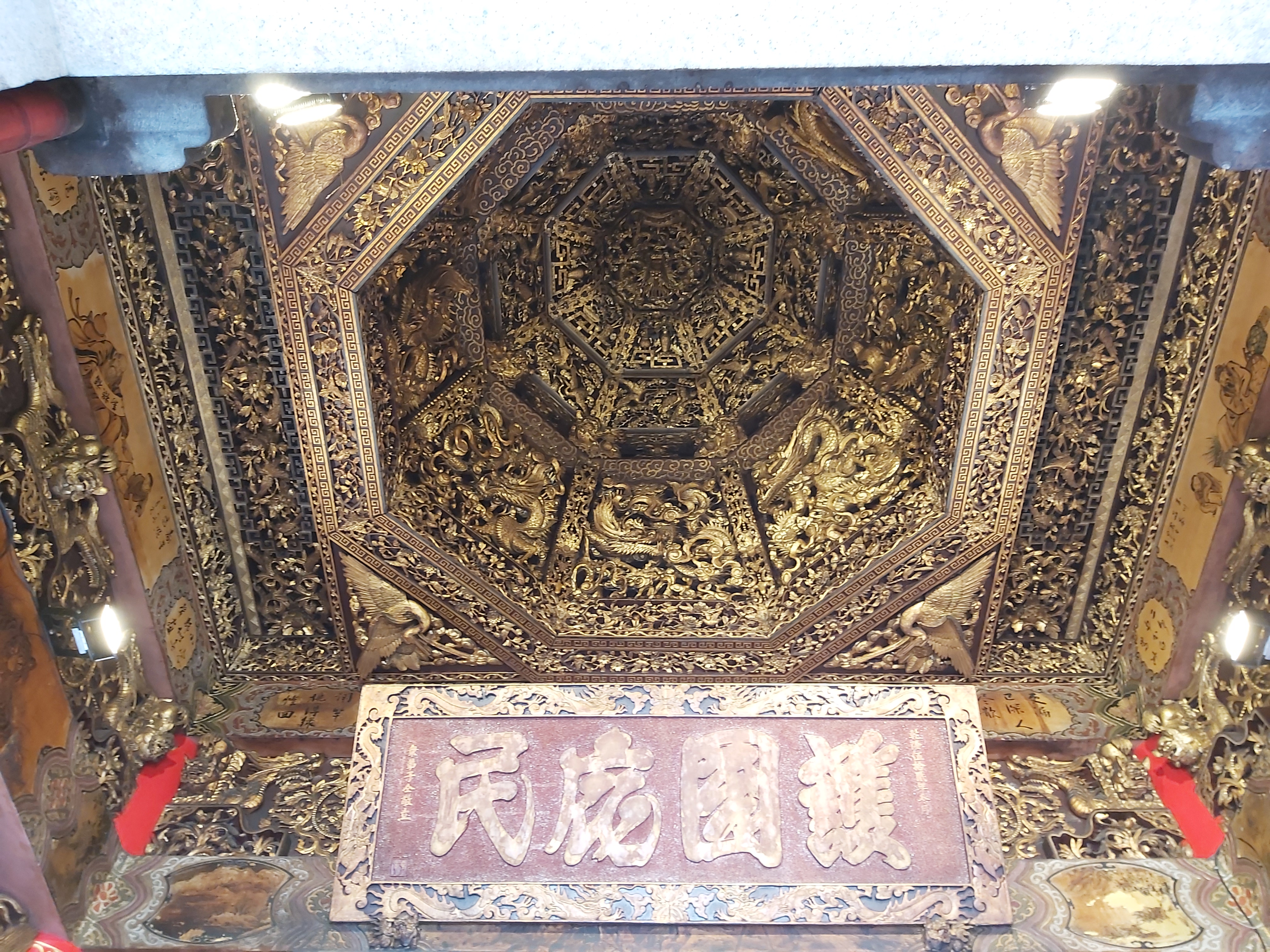
三川殿藻井

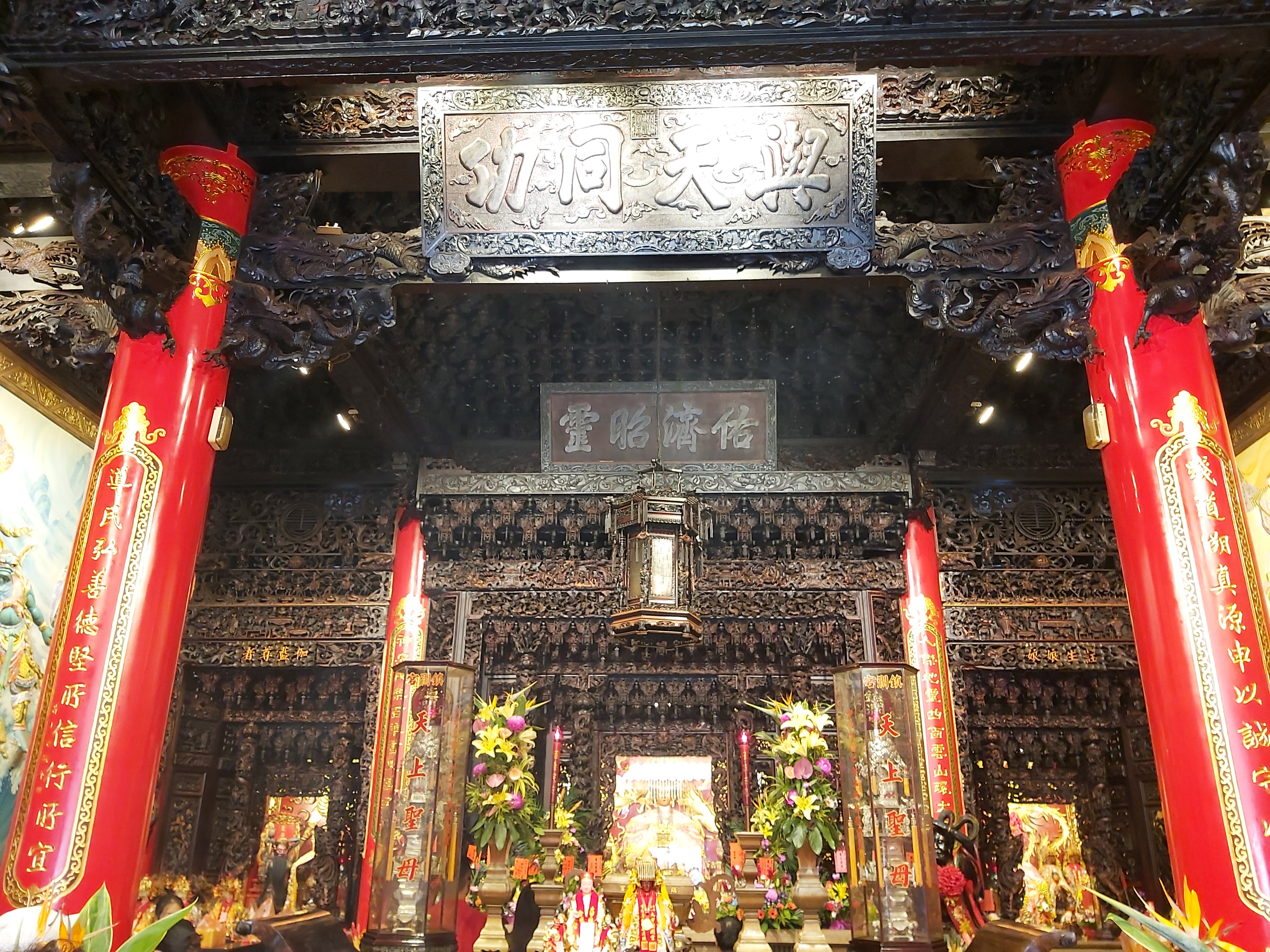
正殿室內

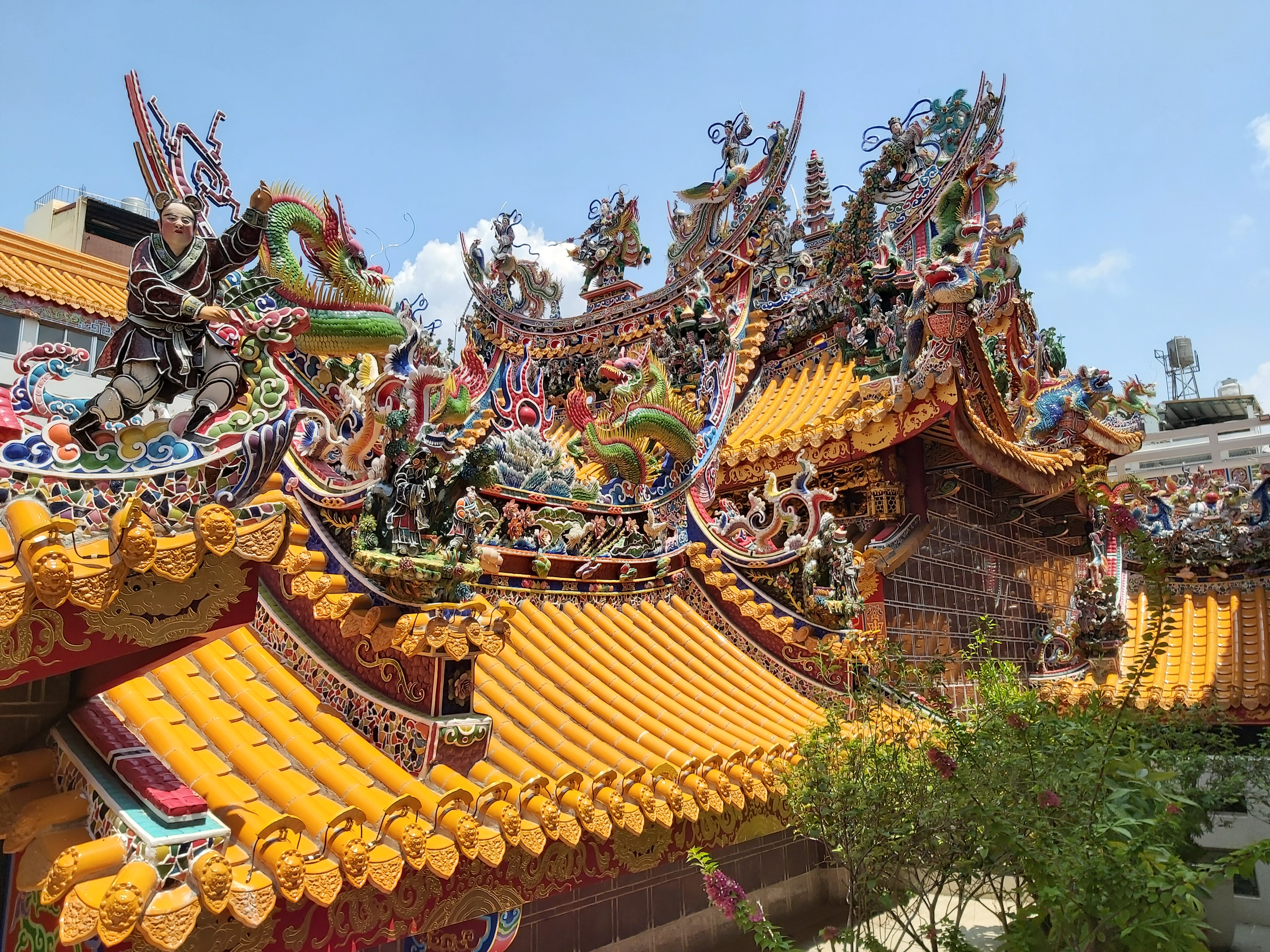
屋脊上的交趾陶藝術

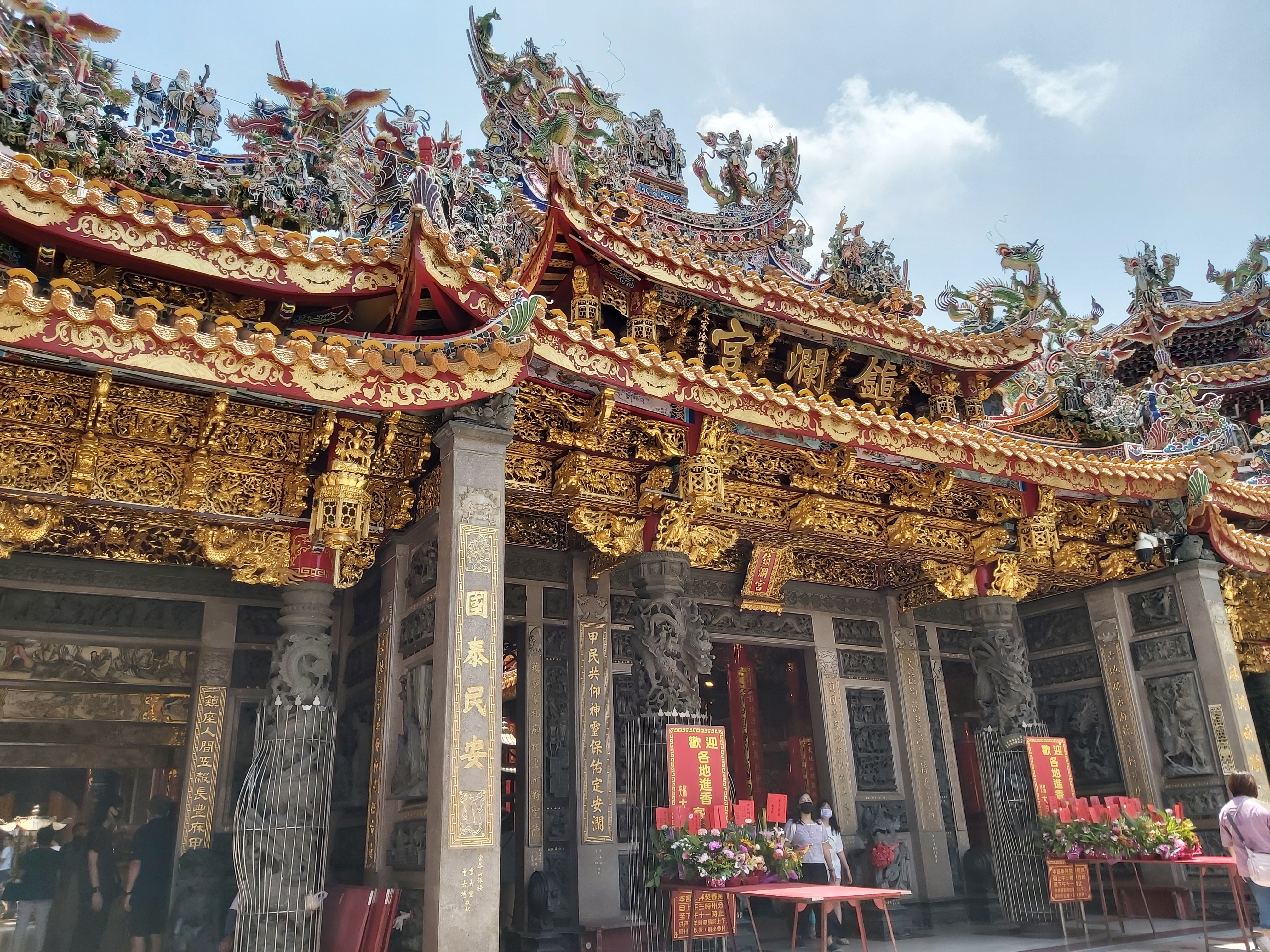
大甲鎮瀾宮廟門

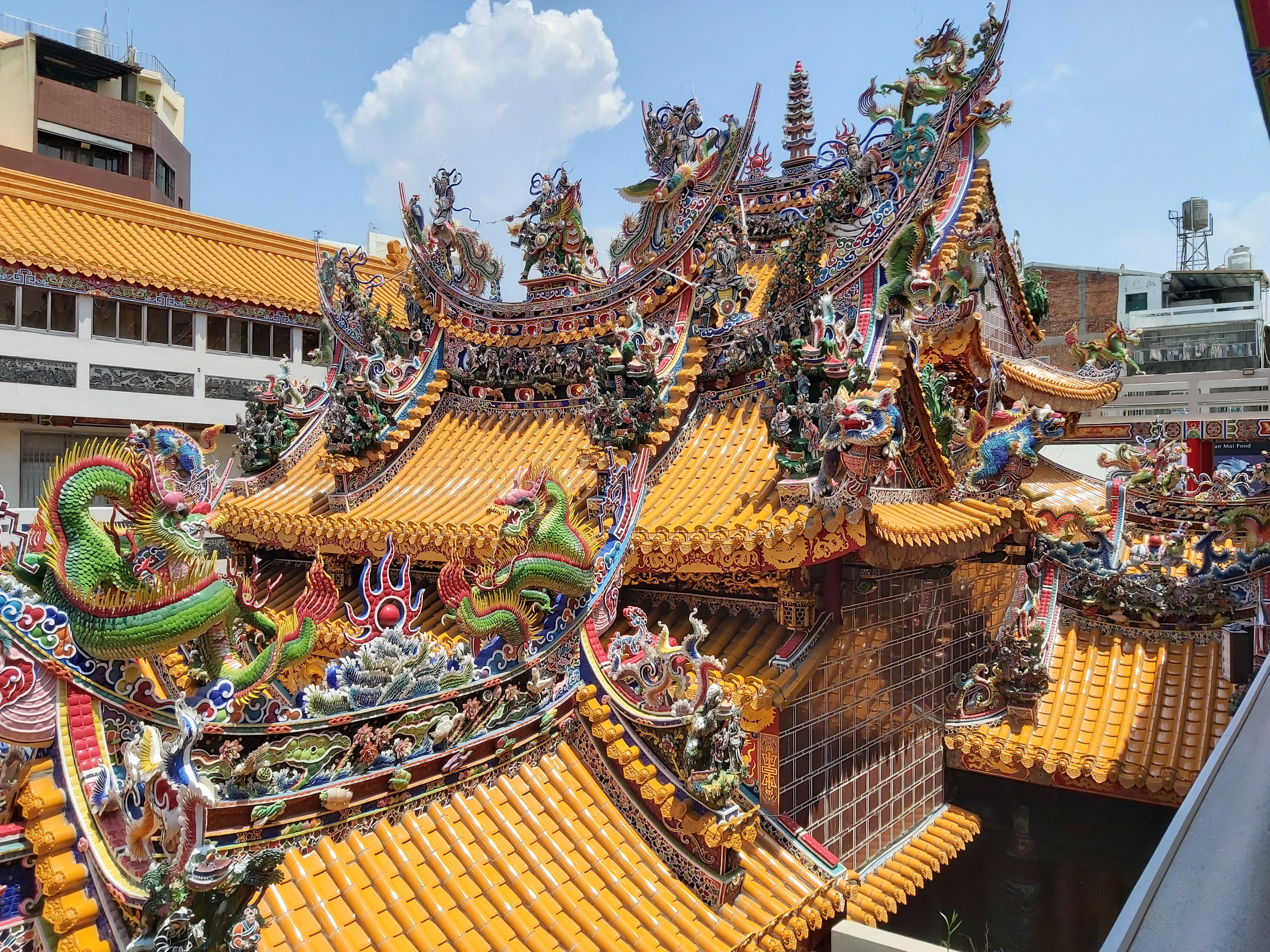
大甲鎮瀾宮屋頂

- 相傳清雍正8年（西元1730年），湄洲島（今福建莆田市境内）人氏林永興全家移民來台，途經大安港至大甲堡定居謀生，並向湄洲媽祖祖廟恭請一尊天上聖母神像自家裡奉祀，當時移民篤信湄洲媽祖神像，紛紛前來膜拜。

- 清雍正10年（西元1732年），地方縉紳見香火鼎盛，經林永興同意後，興建小祠。

- 清乾隆35年（西元1770年），小祠改建，小廟曰「天后宮」。

- 清乾隆52年（西元1787年），載於台灣府淡水廳文獻中，由大甲分司宗覲庭、進士陳峰毫、士紳連昆山、平埔族原住民頭目巧化龍等著名檀越發起獻地重建，將天后宮擴建，改稱現今「鎮瀾宮」。

- 日昭和11年（西元1936年）10月16日，鎮瀾宮重修落成，並舉行「鎮瀾宮首次祈安三朝清醮大典」。

- 1963年，久旱無雨，台中縣長何金生及大甲、大安、外埔、后里（舊稱內埔）等4鄉鎮的村鄰里長及縣議員、鄉鎮民代表、鄉鎮農會理事長及總幹事等地方人士皆披麻帶孝，至上午9時於鎮瀾宮集合後，抬著媽祖、貞節媽、神農大帝等神像的神轎，列隊到水尾河床（瓦磘溪）設香案舉行祈雨儀式，約莫1小時後，上天降雨。依據鎮瀾宮廟中文書記載，為第七次祈雨成功[3][4][5]。

- 1964年，經信徒代表同意重修，並成立「大甲鎮瀾宮修建委員會」，由主任委員蔡裕卿負責至1971年止，歷時七載，共增建南北室二樓、鐘鼓樓、雕刻神龕六座、修整屋頂剪粘等，中華民國先前總統嚴家淦題頒「鎮瀾宮」三字。

- 1978年，當時政府鼓勵各寺廟改為「財團法人」制度，並由鎮瀾宮第四屆管理委員會申請登記宗教的財團法人，同年5月30日，原大甲鎮瀾宮「管理委員會」改組，成立「財團法人」，組織「董監事會」後，由台中縣大甲媽祖轄區內的大甲、大安、外埔及后里等召開第一屆信徒代表大會，選出董監事人員等，由董事長曾福輝等人任職。

- 1980年5月18日，由於神殿樑柱腐朽，經信徒代表大會通過，拆除舊廟，原址改建，因當時防水技術與廟頂玻璃剪黏技術尚未成熟，時至今日，除多處漏水問題之外，廟頂屋瓦與剪黏玻璃衍生許多安全性的顧慮，後動工加強防水措施、修建廟頂屋瓦與剪黏裝置，施作傳統瓷碗剪黏技藝，於同年6月5日舉行動土典禮。

- 1987年，委託高雄市鼓山區的黃秀世建造醮船。隔年，醮船完成留在高雄市鼓山區高雄寶瀾宮。

- 1988年5月18日，北側金亭改建時挖掘出「天后宮」界石碑。同年12月4日，鎮瀾宮重建落成，由信徒代表、董監事會所屬陣頭團隊與當時國策顧問蔡鴻文住持剪裁，並舉行「慶成祈安五朝清醮大典」。

- 2009年，與臺商、港商合作，在天津濱海旅遊區投資新臺幣200億元興建「媽祖文化經貿園」。[6][7][8]

- 2020年2月16日，舉辦「歲次庚子年消禳瘟疫（2019冠状病毒病）祈福法會」。

- 2021年3月7日，睽違58年，受農田水利署請託合辦「祈雨法會」[9][10][11][12][13]。同年10月份，再次進行重修，範圍包括廟內彩繪、金爐重建等，並邀請國寶大師陳三火參與。[14]同年11月18日下元節，舉辦「歲次辛丑年下元謝平安暨祈雨謝天儀式」。同年11月19日，原鎮瀾宮管理委員會於1978年捐助成立財團法人之財產總額為新臺幣291,634,678元整。鎮瀾宮的資產問題也引發外界質疑，登載年年都是新臺幣2.9億餘元。鎮瀾宮在2022年公布廟產，總資產包括現金、土地、黃金高達新臺幣18億6688萬6682元[15]。

- 2022年9月，鎮瀾宮於2002-2006年間打造的大甲金媽祖被人檢舉非純金涉嫌詐欺，經檢方查驗後確為非純金且無登錄帳目紀錄，但已超過追訴期故不再追訴。[16]

- 2023年2月11日，舉行「歲次甲辰年大甲鎮瀾宮重修慶成祈安七朝清醮預告上蒼」典禮[17]。同年3月6日，在屏東縣新園鄉新園鹽埔船廠舉辦「歲次甲辰年大甲鎮瀾宮重修慶成祈安七朝清醮」-建醮東港王船龍骨「安龍銀」。同年3月8日，於臺中市后里區花博森林園區舉辦「歲次甲辰年大甲鎮瀾宮重修慶成祈安七朝清醮」-后里區「天師壇」媽祖駐駕臨時行館動土典禮。同年4月1日，於屏東縣新園鄉新園鹽埔船廠舉辦「歲次甲辰年大甲鎮瀾宮重修慶成祈安七朝清醮」-建醮東港王船「開斧」。同年5月15日，舉辦「歲次甲辰年大甲鎮瀾宮重修慶成祈安七朝清醮」籌備會成立[18][19]。同年5月24日，舉辦「歲次甲辰年大甲鎮瀾宮重修慶成祈安七朝清醮」-主持建醮東港王船建造「立(舟參)大典」。

- 2024年底舉辦「大甲鎮瀾宮歲次甲辰年重修慶成祈安七朝清醮大典」建醮

## 祀神

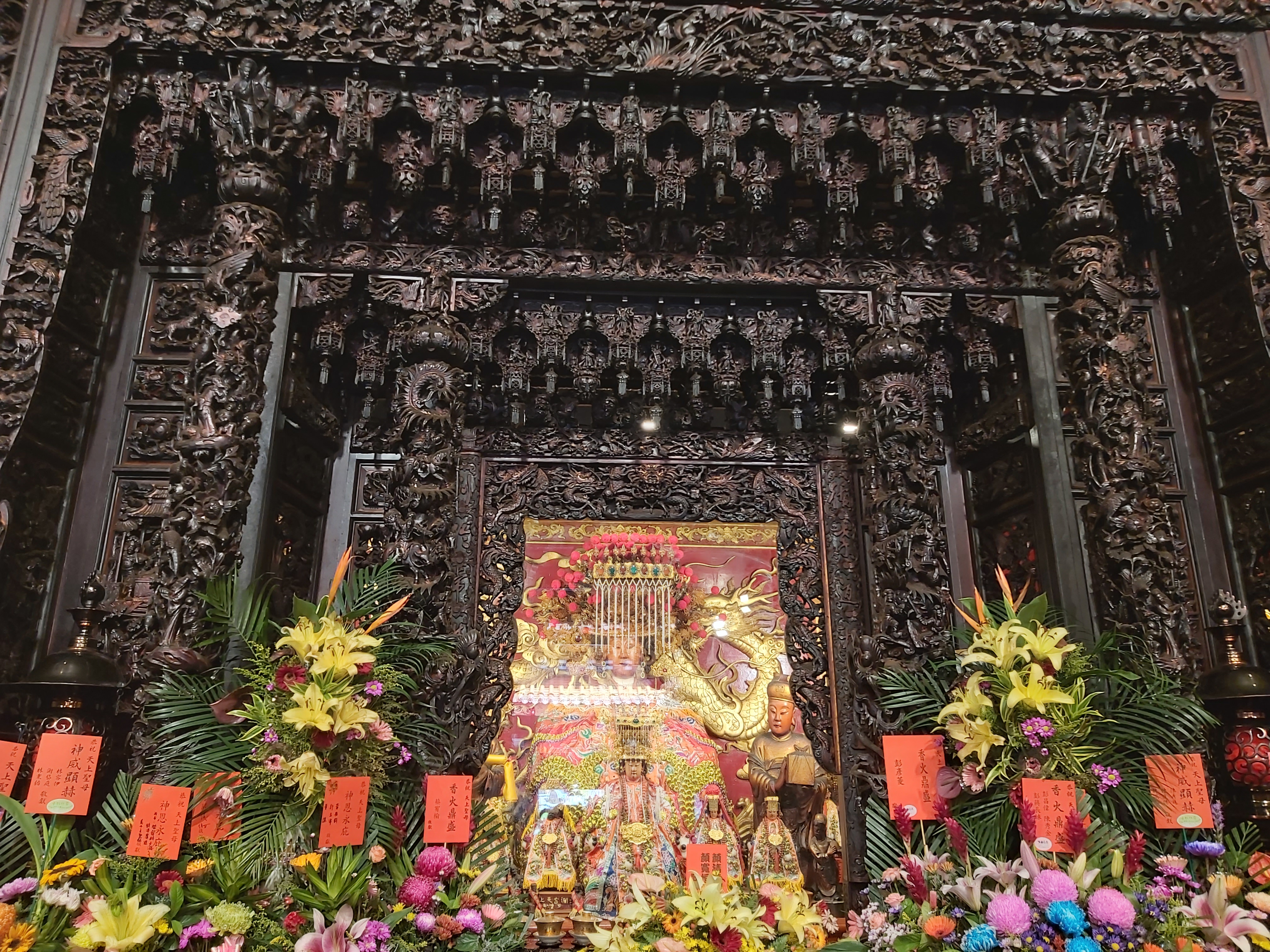
大甲鎮瀾宮正殿天上聖母神龕

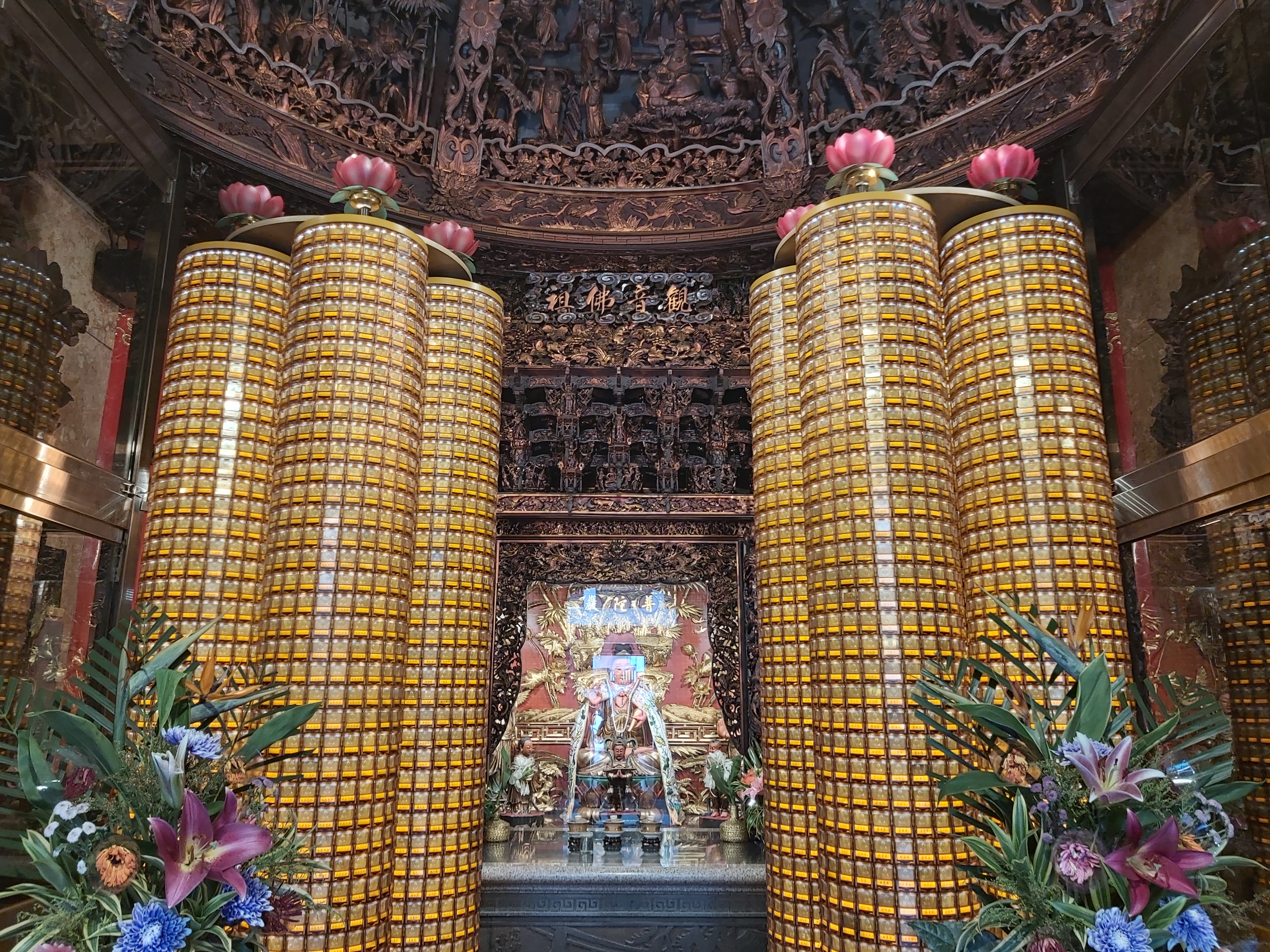
觀音殿

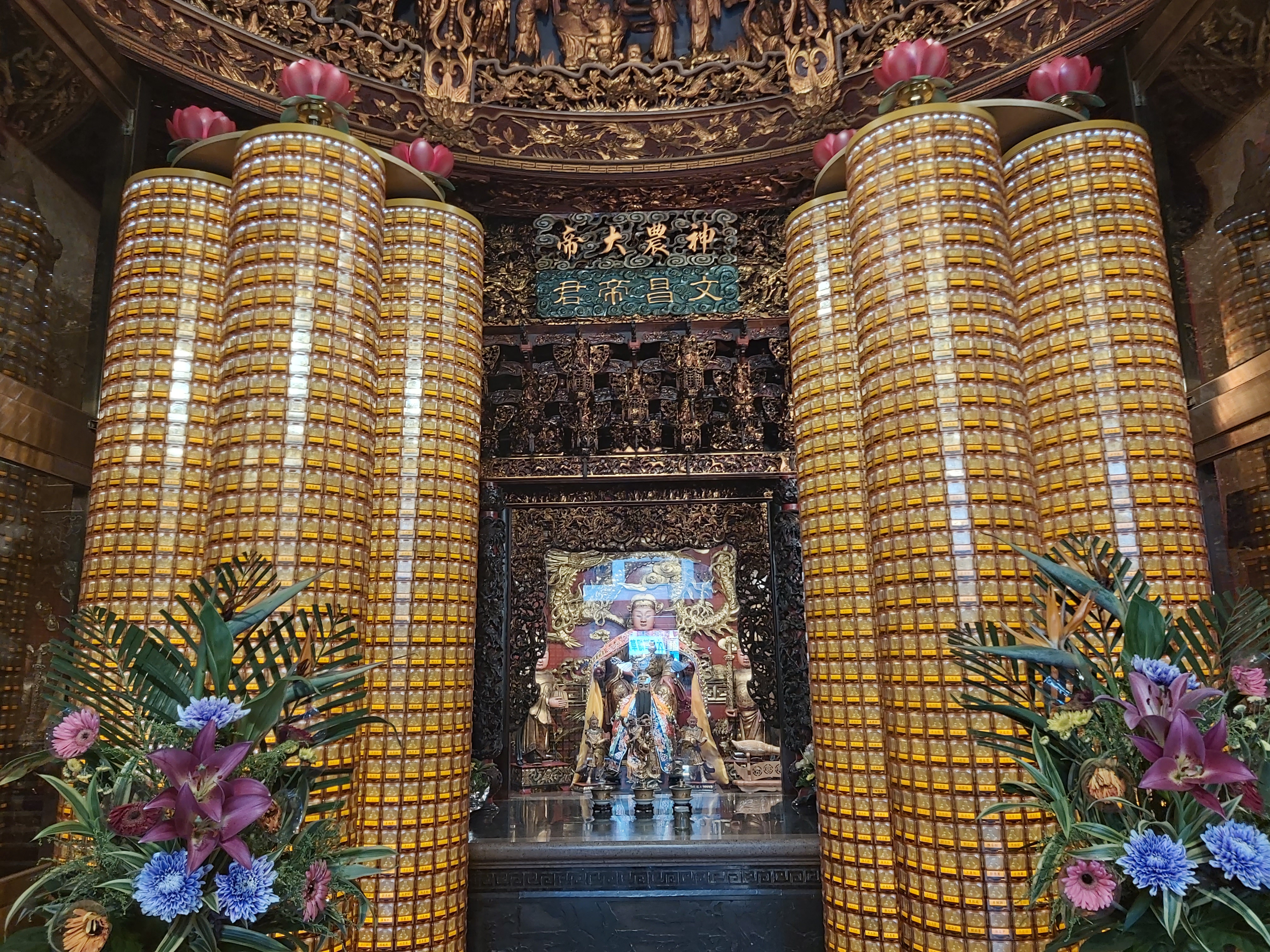
神農文昌殿

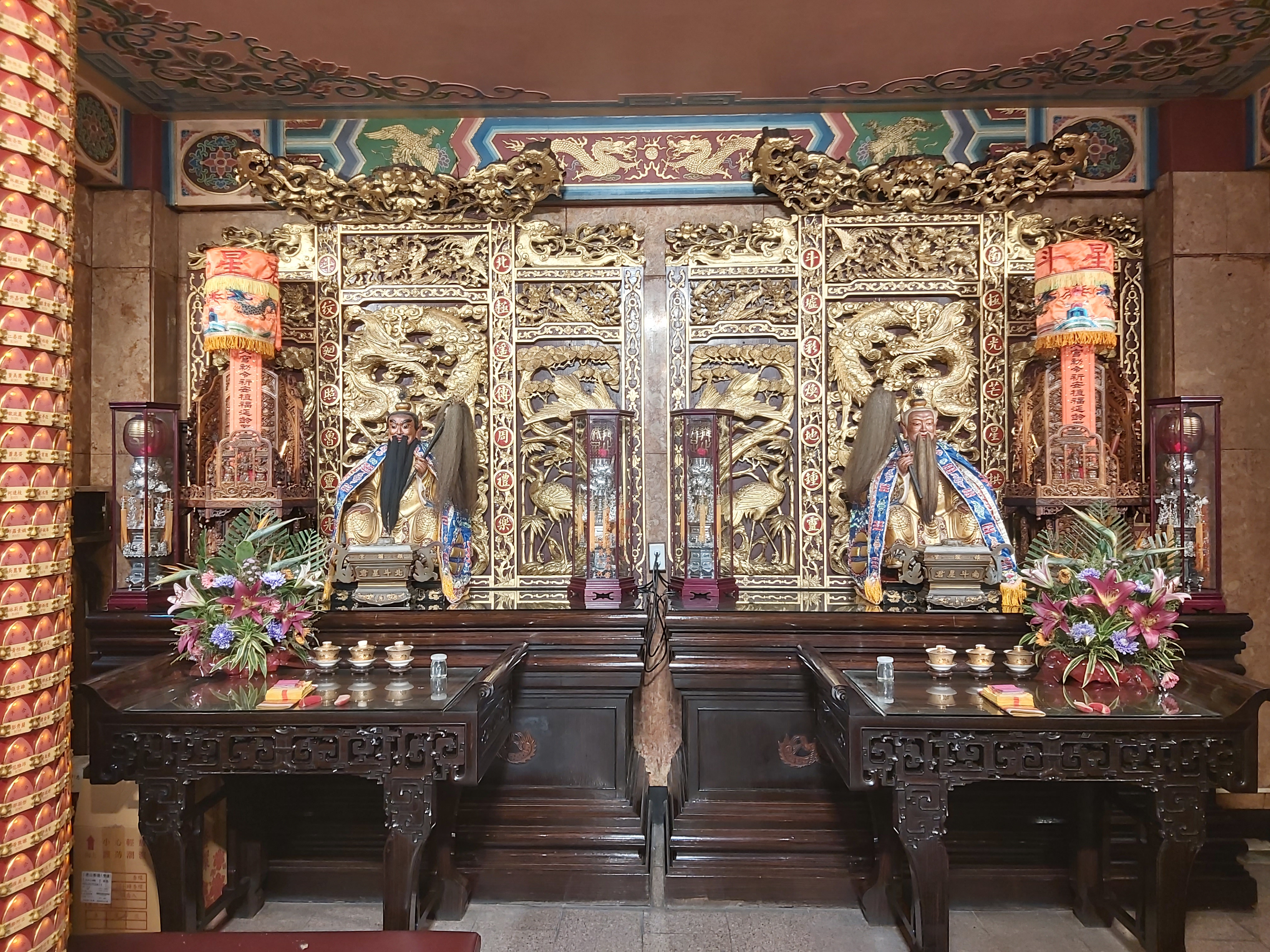
南北斗星君殿

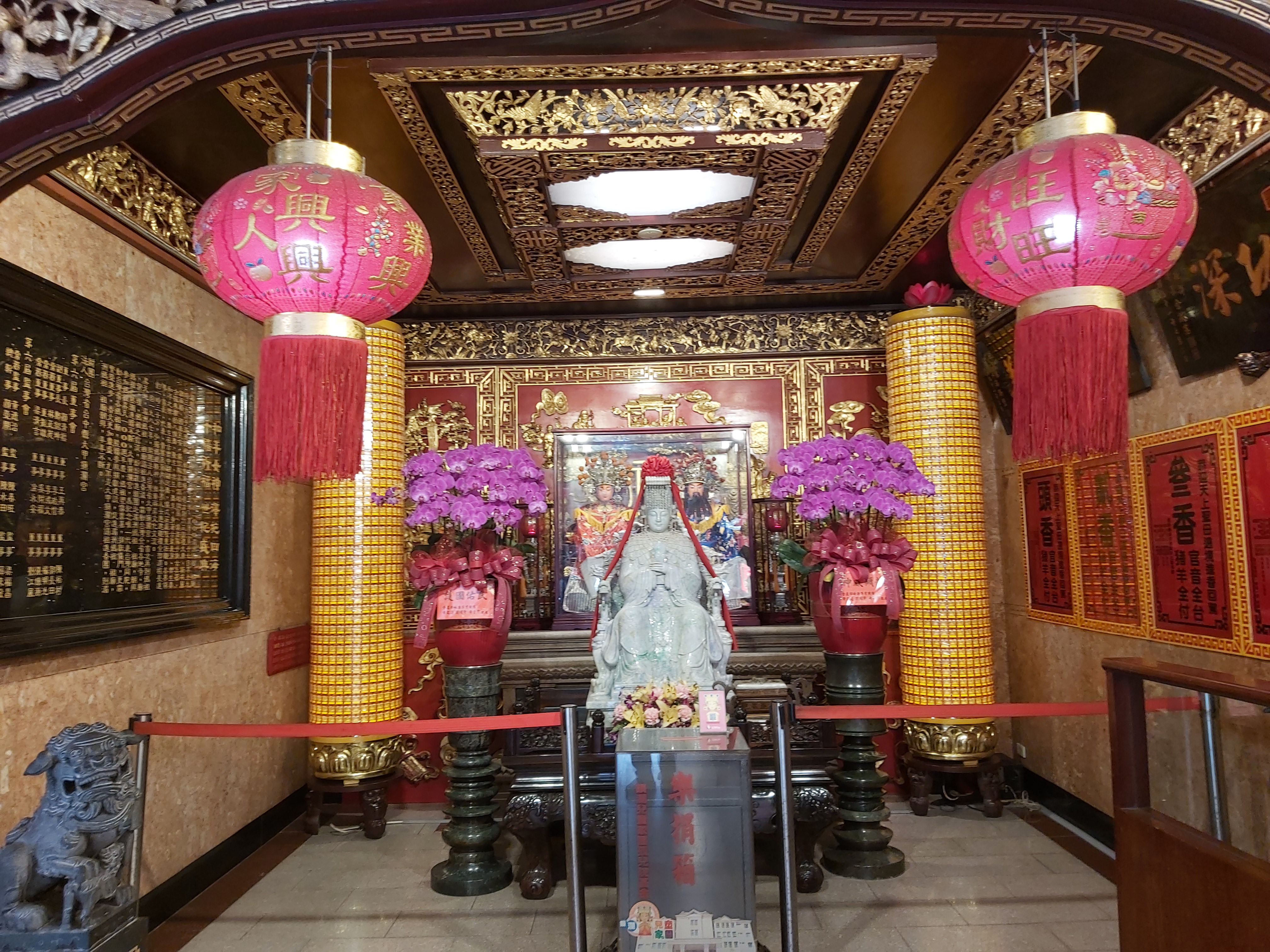
聖父母殿和翡翠媽祖

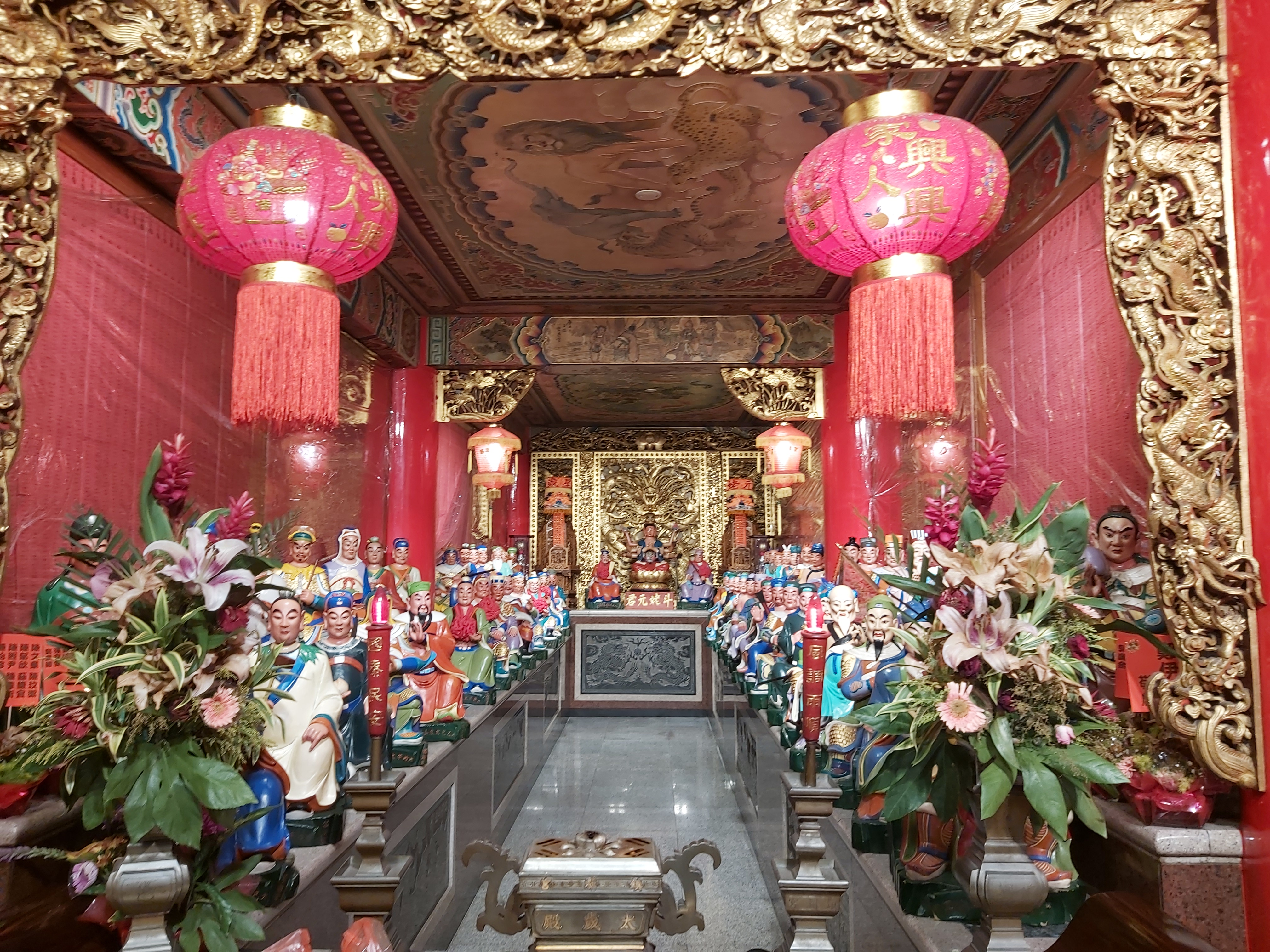
太歲殿

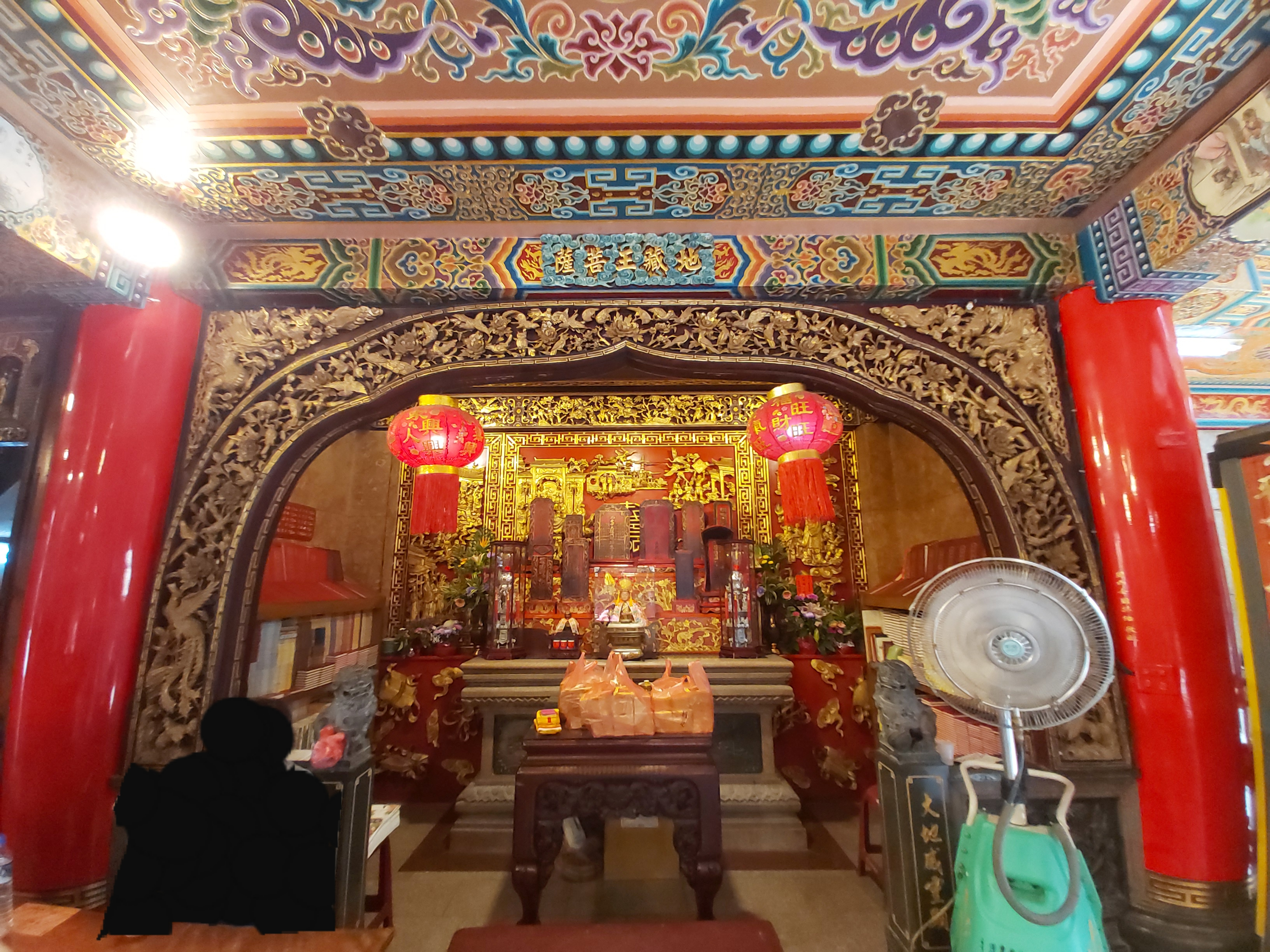
地藏王菩薩殿

- 大殿：天上聖母、千里眼將軍（水精將軍）、順風耳將軍（金精將軍）、玉皇上帝、三官大帝、中壇元帥。
- 觀音殿：觀音佛祖、善才龍女、韋馱菩薩、十八羅漢、貞節媽。
- 神農殿：神農大帝、文昌帝君、大魁星君、廣澤尊王、太陽星君、太陰星君。
- 註生殿：註生娘娘、婆姐夫人。
- 伽藍殿：伽藍尊者、文武判官、玄壇元帥、金蕭薛三府王爺千歲、虎爺、司命灶君、財神爺、福德正神。
- 南北斗殿：南斗星君、北斗星君。
- 聖父母殿：媽祖父親積慶公林惟愨、媽祖母親積慶夫人王氏、翡翠媽祖。
- 地藏殿：地藏王菩薩、歷代祖師神位、各檀越功德主神位、一江山烈士神位。

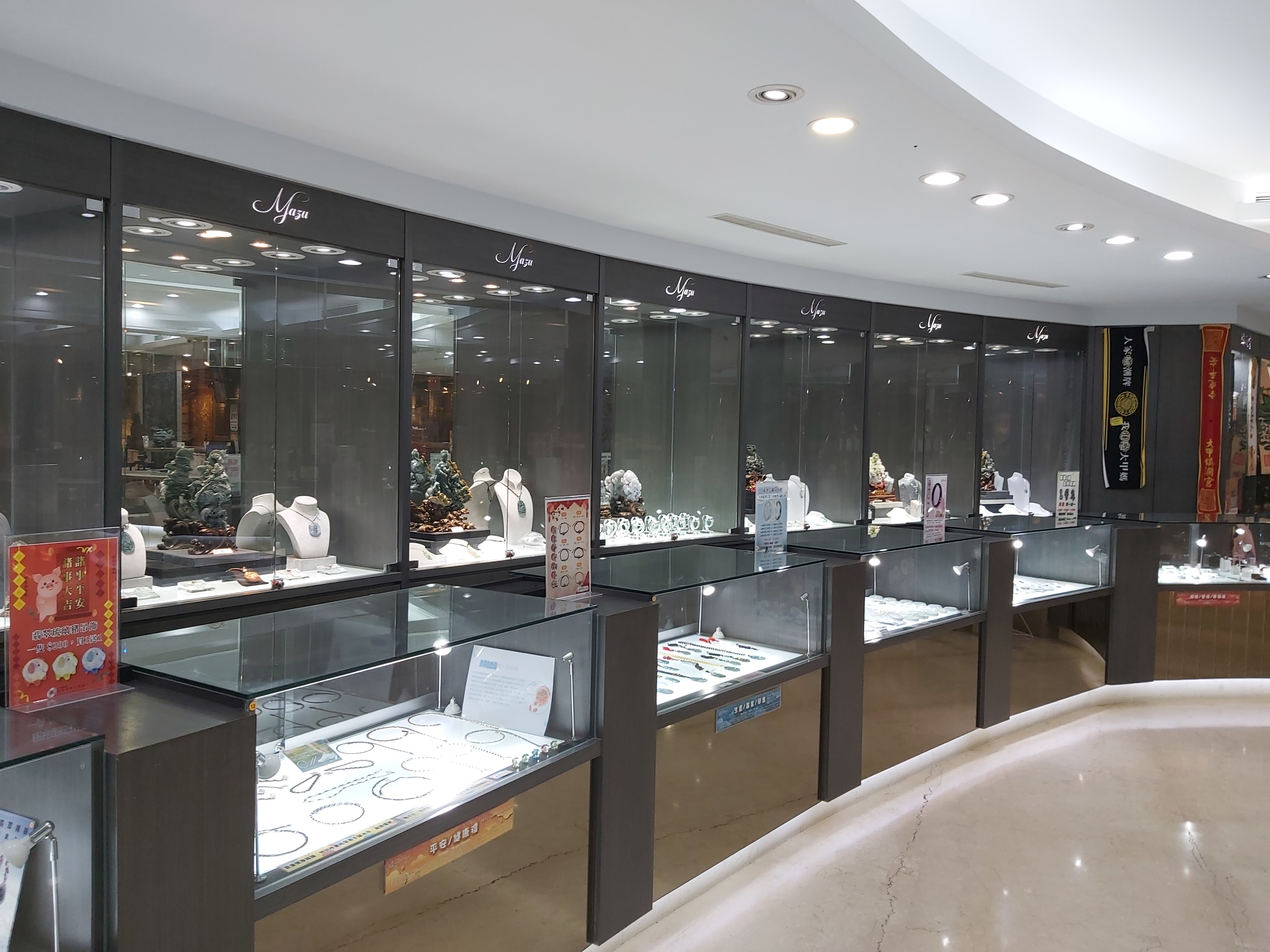
媽祖藝術文創館

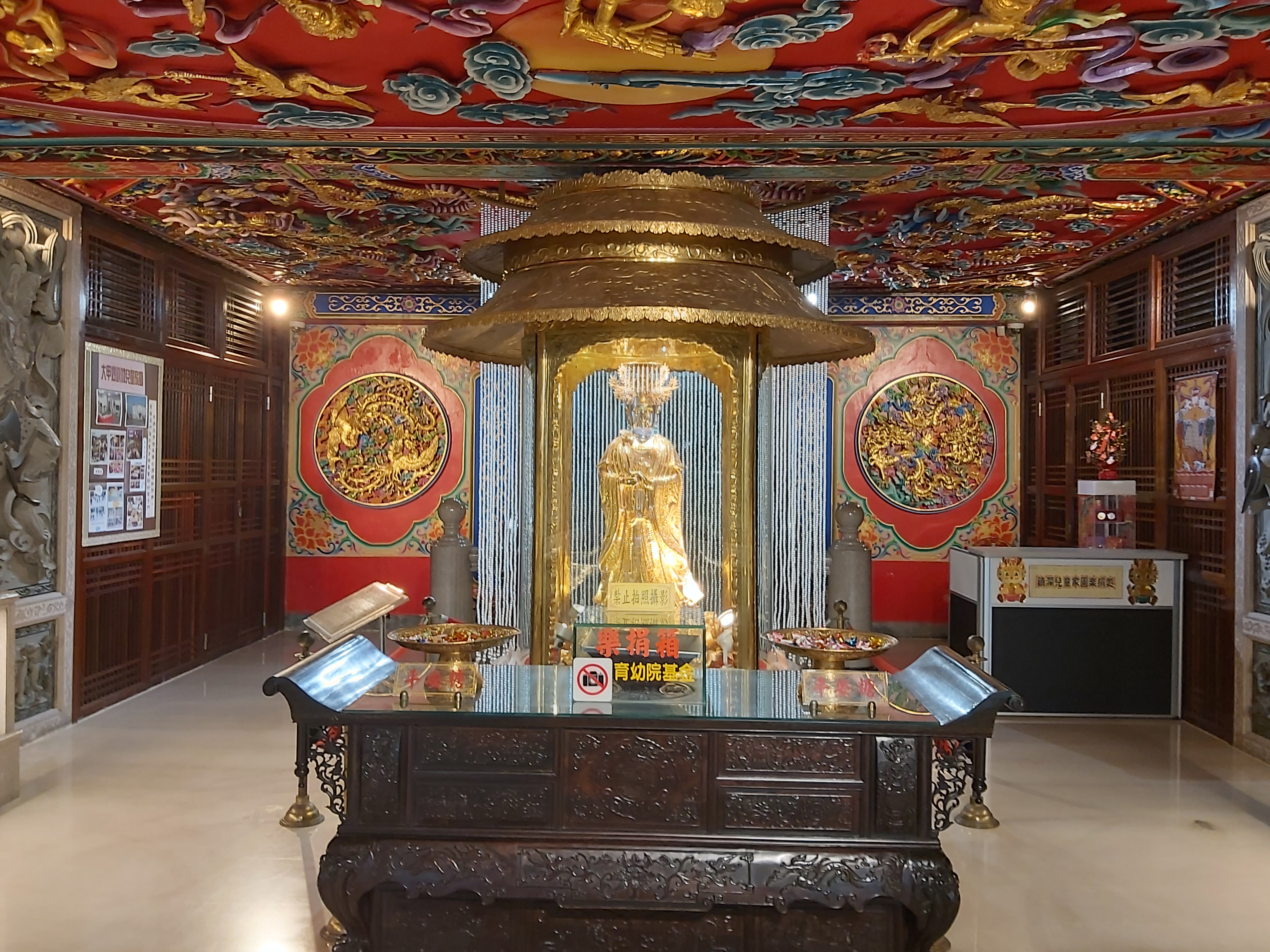
媽祖藝術文創館黃金媽祖

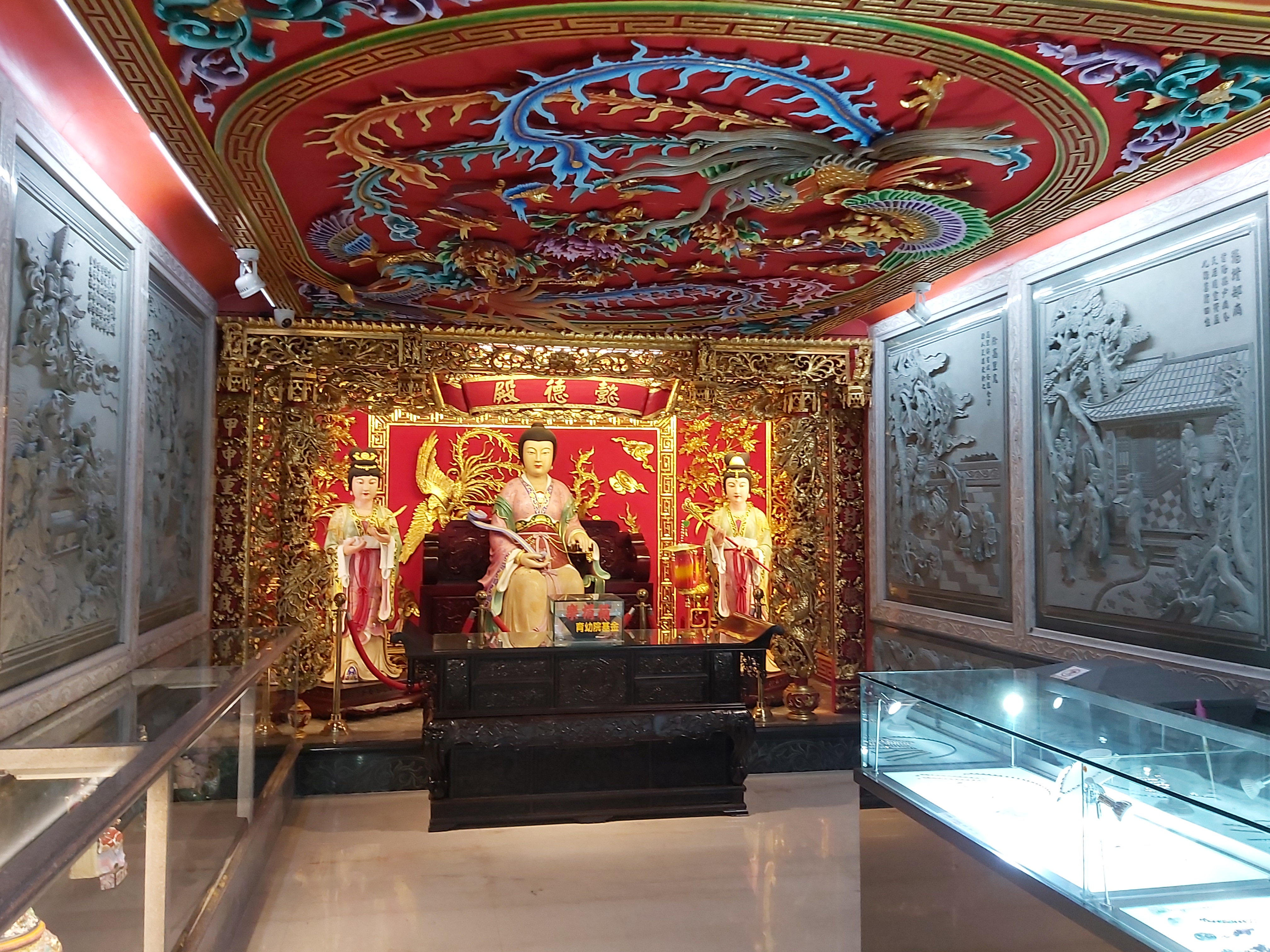
媽祖藝術文創館香樟木媽祖

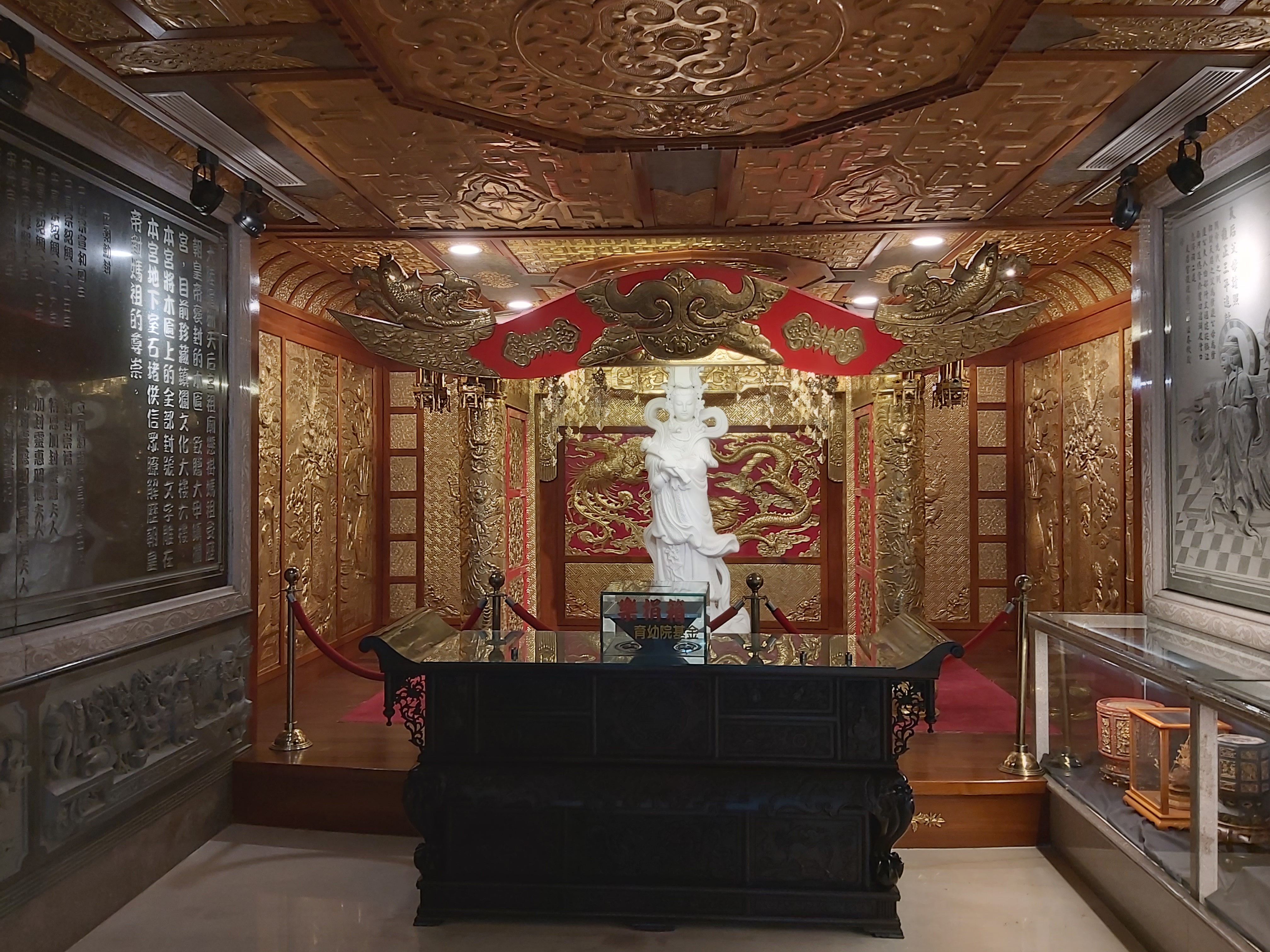
媽祖藝術文創館漢白玉媽祖

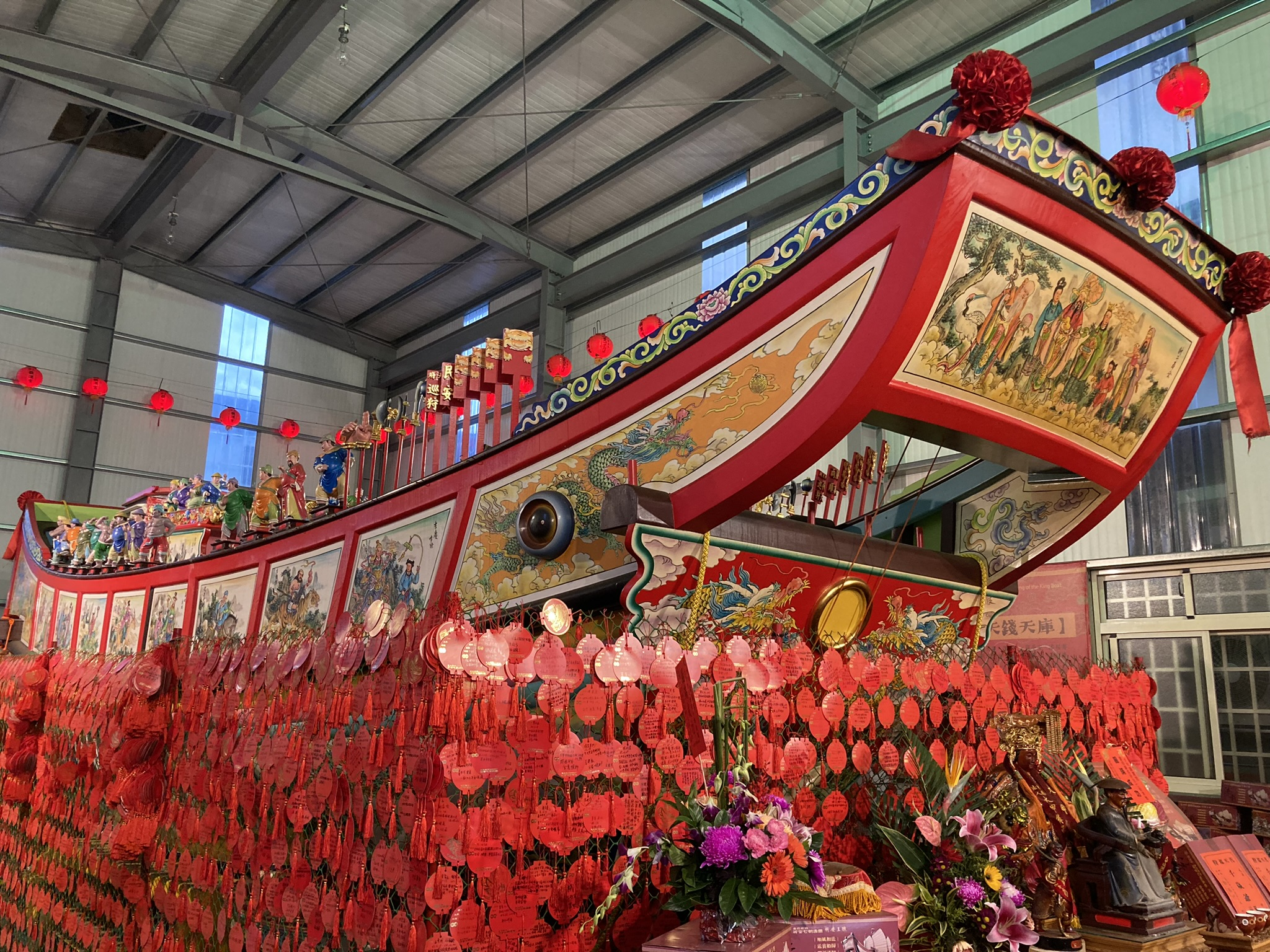
甲辰年慶成祈安清醮王船

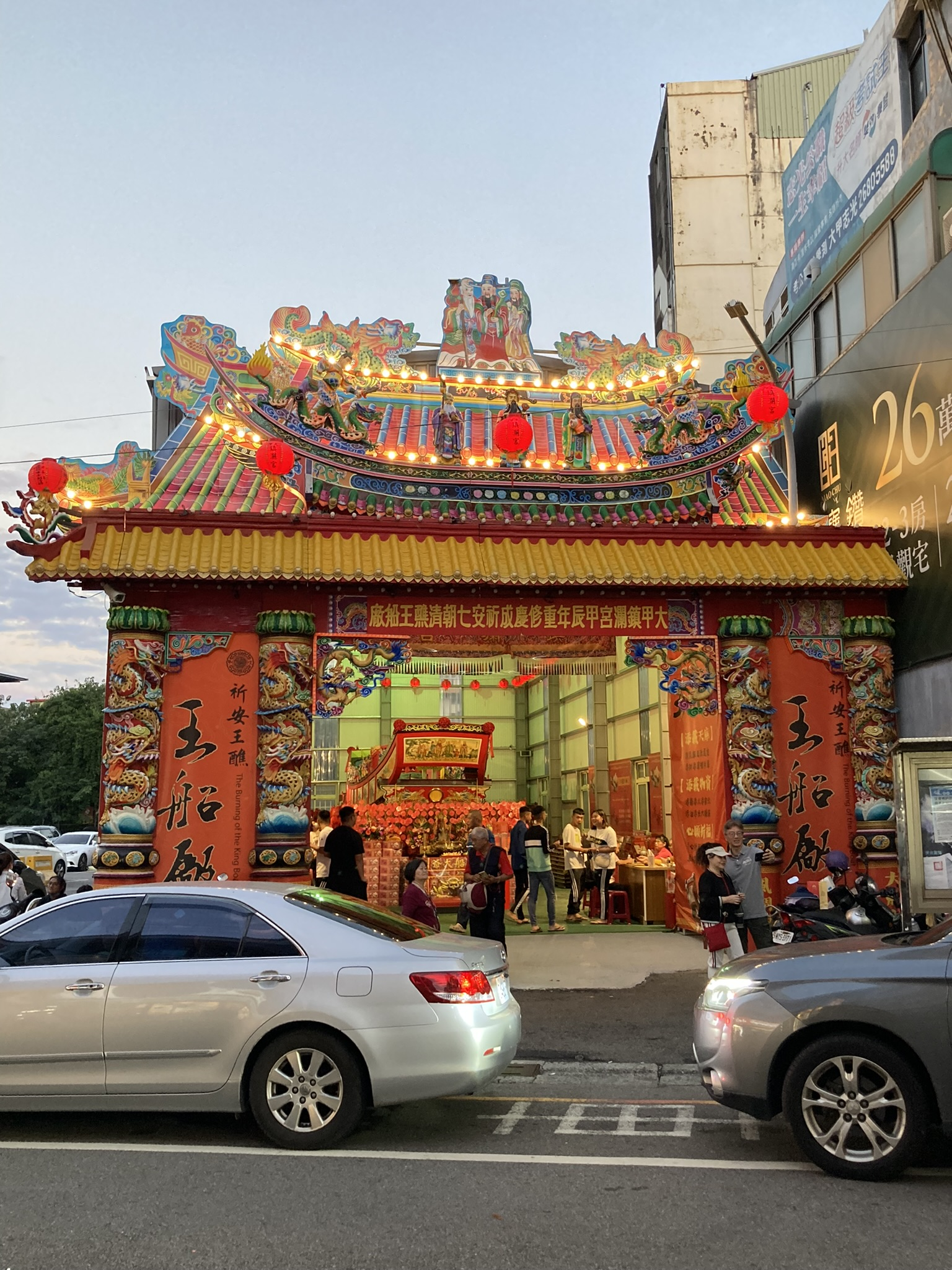
甲辰年慶成祈安清醮總壇

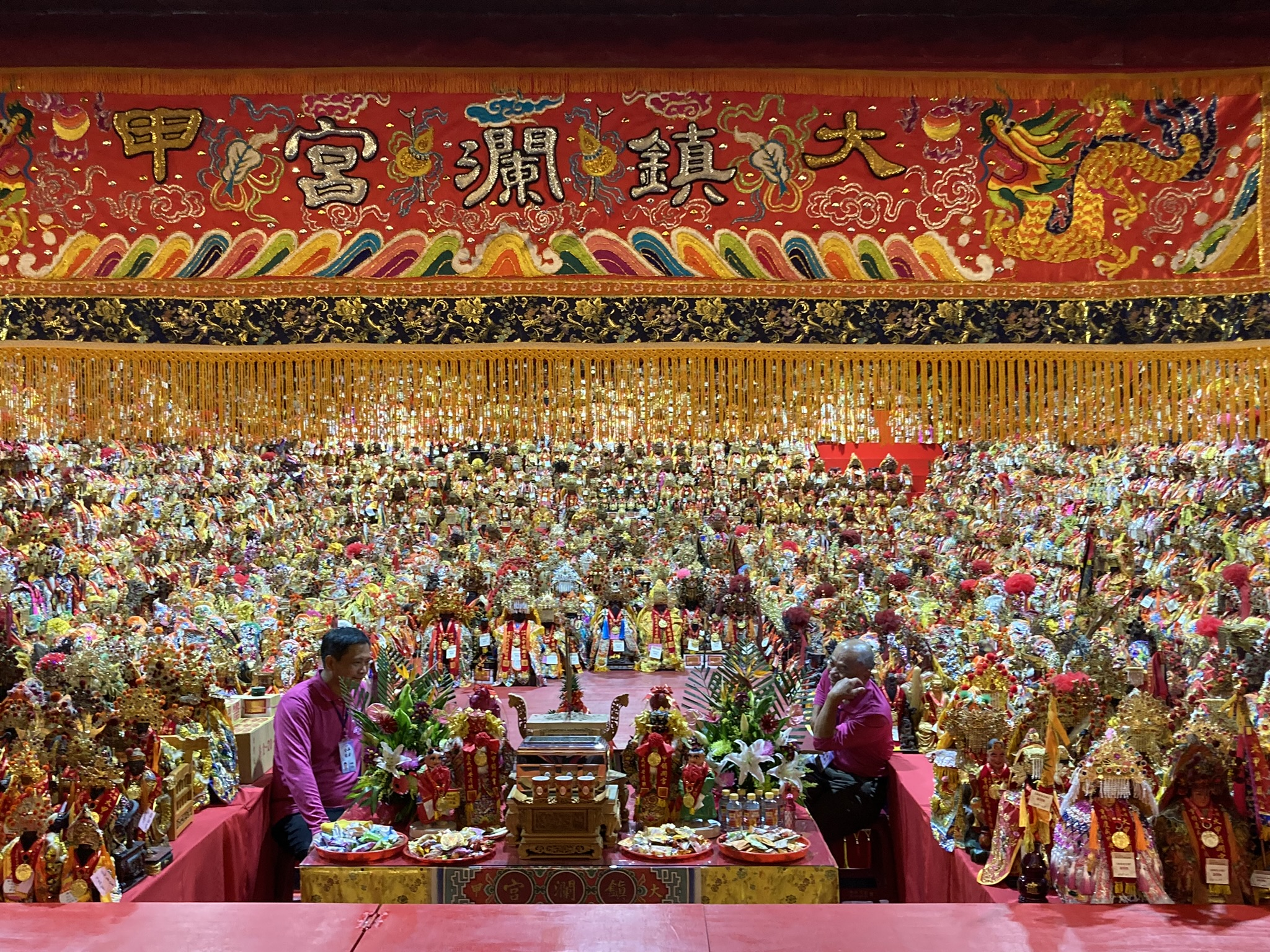
甲辰年慶成祈安清醮總壇

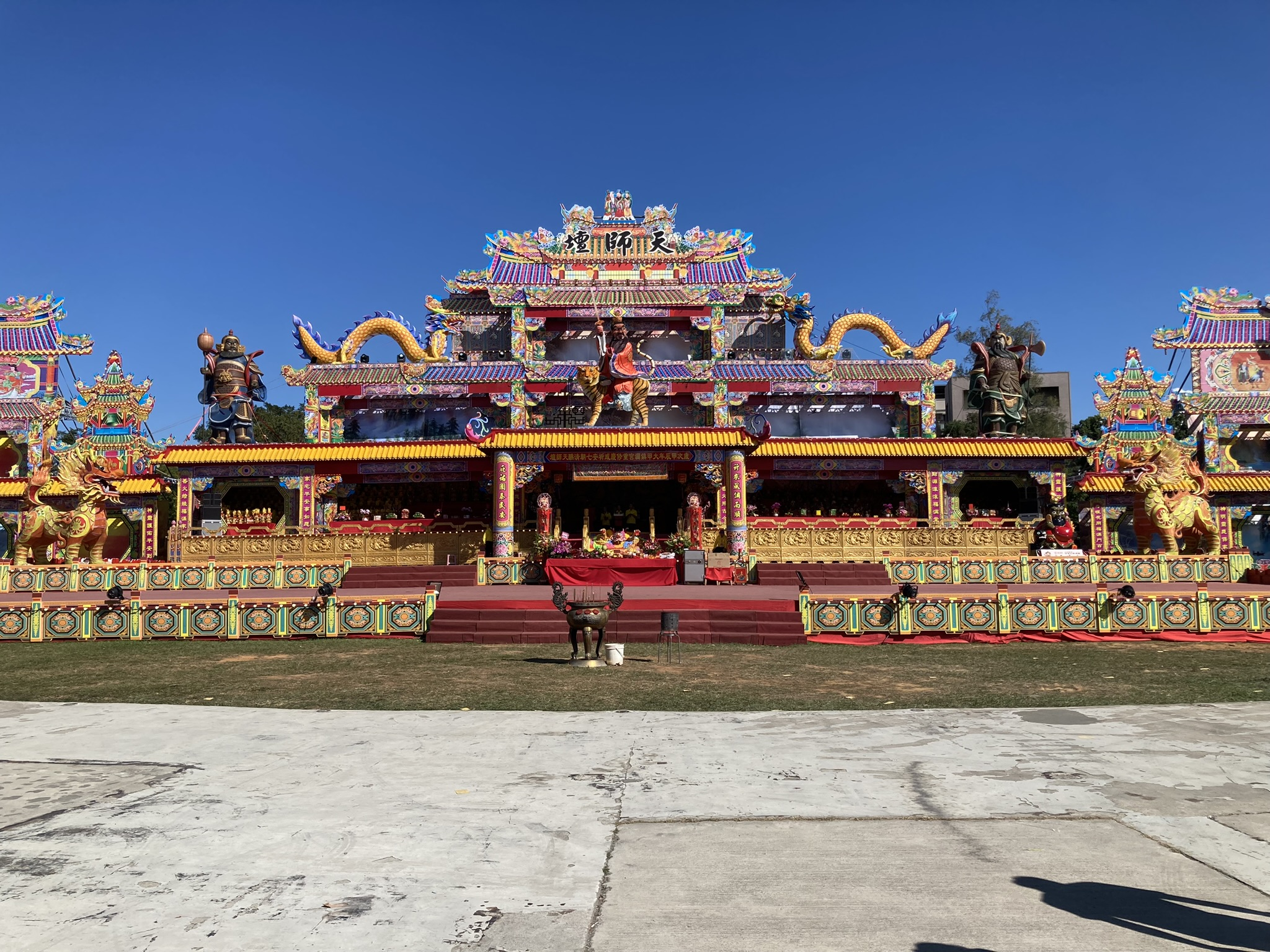
甲辰年慶成祈安清醮天師壇

- 太歲殿：斗姥元君、六十甲子太歲星君。

## 相關人物

### 祿位廳

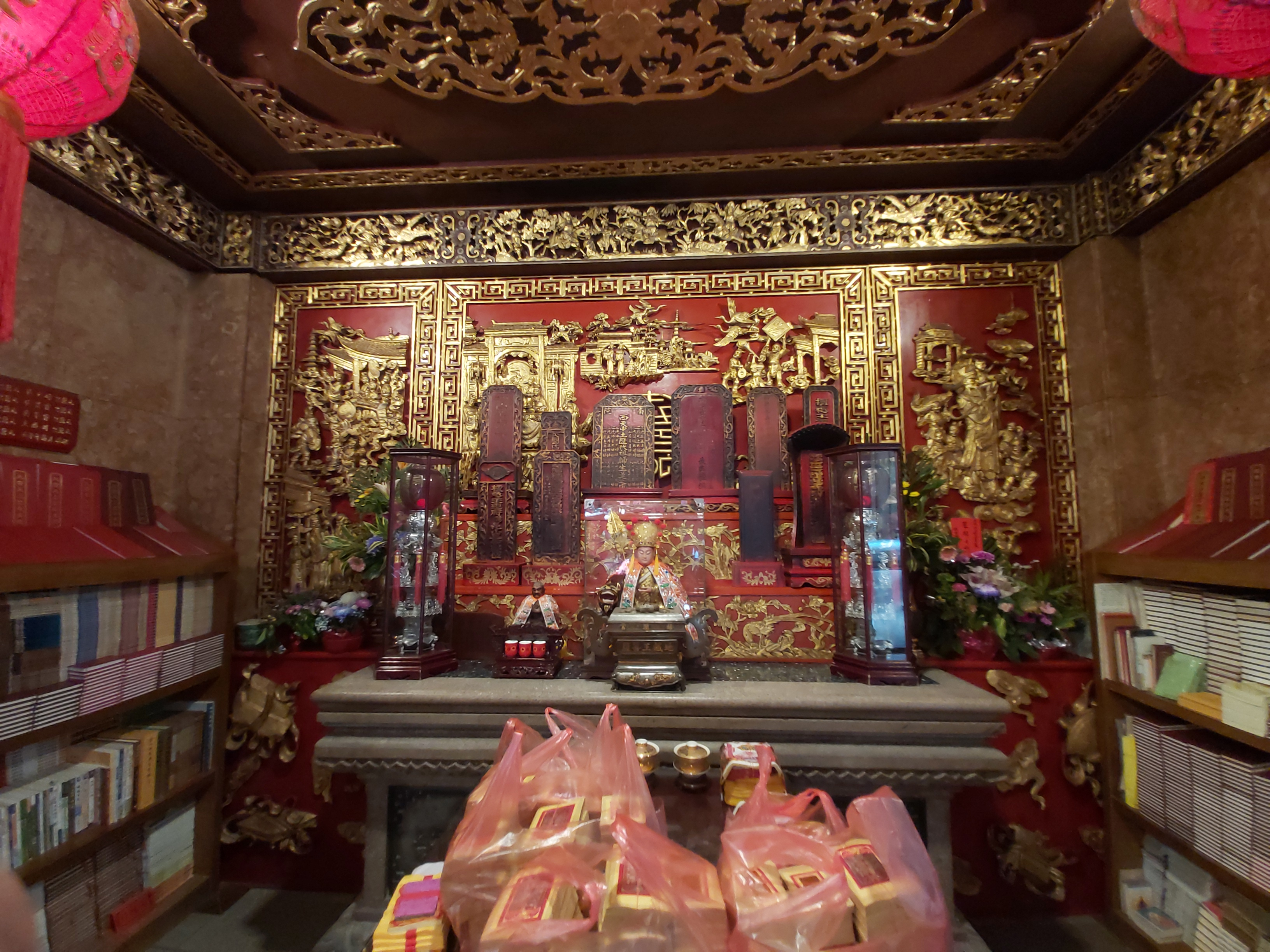
大甲鎮瀾宮祿位廳

大甲鎮瀾宮早期由佛教禪門臨濟正宗之僧侶擔任住持。鎮瀾宮之法脈由第一代住持若清湛禪師起共傳了七代，僧侶法脈中止後，豐原慈濟宮出身之淇滿嚴禪師（臨濟正宗法脈）接任住持，淇滿圓寂後其徒覺定禪師接任住持，直至大正13年（1924年），覺定往唐山鑽研佛學，卻一去不復返。信徒改組管理委員取代佛教僧侶系統。每年釋迦牟尼佛誕日，仍保持舉行浴佛法會，浴佛用的悉達多太子像，為第一代僧侶若清湛禪師自大陸迎請。鎮瀾宮歷代僧侶及住持之牌位蓮座，今供奉於鎮瀾宮祿位廳。
1.大甲鎮瀾宮臨濟正宗之七代僧侶（同屬一個蓮座牌位）
- 第一代 若清湛禪師
- 第二代 佛恩然禪師、開瑞然禪師、佛曇然禪師、允立然禪師、比丘宗贊通禪師
- 第三代 啟成法禪師、啟傳法禪師、啟志法禪師、比丘碧河禪師
- 第四代 慈雲玠禪師、慈帆界禪師、慈三界禪師
- 第五代 智華力禪師
- 第六代 生元廣禪師、淵霖廣禪師
- 第七代 箕萊嚴禪師，塑像為淇滿嚴禪師

### 信徒代表
- 當然信徒代表：大甲鎮、大安鄉、外埔鄉、后里鄉現任鄉鎮長，以及大甲鎮、大安鄉、外埔鄉現任之鄉鎮民代表、村里長
- 選任信徒代表：由誦經團、轎班團、誼子女會、執士隊、繡旗隊、莊儀隊、 哨角隊推選

### 董監事會組成
- 董事15名，互選出常務董事5名，其中包含正、副董事長各1名，戶籍必須在大甲
- 監事會設置監事5名，互選出常務監事1名，戶籍必須在大甲
- 候補董監事若干名
- 董監事參選人通常由地方派系決定，現為黑派和紅派共治

### 歷任正副董事長
| 任次     | 姓名   | 任期                 | 備註                                                                                 |
| 董事長   | 董事長 | 董事長               | 董事長                                                                               |
| -------- | ------ | -------------------- | ------------------------------------------------------------------------------------ |
| 第一屆   | 曾福輝 | 民國67年到民國?年    | 臺中黑派人物                                                                         |
| 第二屆   | 曾福輝 | 民國?年到民國73年    |                                                                                      |
| 第三屆   | 王金爐 | 民國73年到民國?年    |                                                                                      |
| 第四屆   | 王金爐 | 民國?年到民國83年    |                                                                                      |
| 第五屆   | 王金爐 | 民國83年到民國88年   |                                                                                      |
| 第六屆   | 顏清標 | 民國88年到民國91年   | 臺中黑派代表人物                                                                     |
| 第七屆   | 顏清標 | 民國91年到民國?年    |                                                                                      |
| 第八屆   | 顏清標 | 民國?年到民國?年     |                                                                                      |
| 第九屆   | 顏清標 | 民國?年到民國?年     |                                                                                      |
| 第十屆   | 顏清標 | 民國?年到民國107年   |                                                                                      |
| 第十一屆 | 顏清標 | 民國107年到民國111年 | 擔任台灣媽祖聯誼會榮譽會長、每年擔任大甲媽祖遶境進香總領隊                           |
| 第十二屆 | 顏清標 | 民國111年到民國？年  | 擔任台灣媽祖聯誼會榮譽會長、每年擔任大甲媽祖遶境進香總領隊                           |
| 副董事長 |        |                      |                                                                                      |
| 第六屆   | 鄭銘坤 | 民國88年至今         | 臺中黑派人物。2001年開始，擔任台灣媽祖聯誼會會長、每年擔任大甲媽祖遶境進香副總領隊。 |
| 第七屆   | 鄭銘坤 | 民國88年至今         | 臺中黑派人物。2001年開始，擔任台灣媽祖聯誼會會長、每年擔任大甲媽祖遶境進香副總領隊。 |
| 第八屆   | 鄭銘坤 | 民國88年至今         | 臺中黑派人物。2001年開始，擔任台灣媽祖聯誼會會長、每年擔任大甲媽祖遶境進香副總領隊。 |
| 第九屆   | 鄭銘坤 | 民國88年至今         | 臺中黑派人物。2001年開始，擔任台灣媽祖聯誼會會長、每年擔任大甲媽祖遶境進香副總領隊。 |
| 第十屆   | 鄭銘坤 | 民國88年至今         | 臺中黑派人物。2001年開始，擔任台灣媽祖聯誼會會長、每年擔任大甲媽祖遶境進香副總領隊。 |
| 第十一屆 | 鄭銘坤 | 民國88年至今         | 臺中黑派人物。2001年開始，擔任台灣媽祖聯誼會會長、每年擔任大甲媽祖遶境進香副總領隊。 |
| 第十二屆 | 鄭銘坤 | 民國88年至今         | 臺中黑派人物。2001年開始，擔任台灣媽祖聯誼會會長、每年擔任大甲媽祖遶境進香副總領隊。 |

## 進香

### 大甲媽祖遶境進香

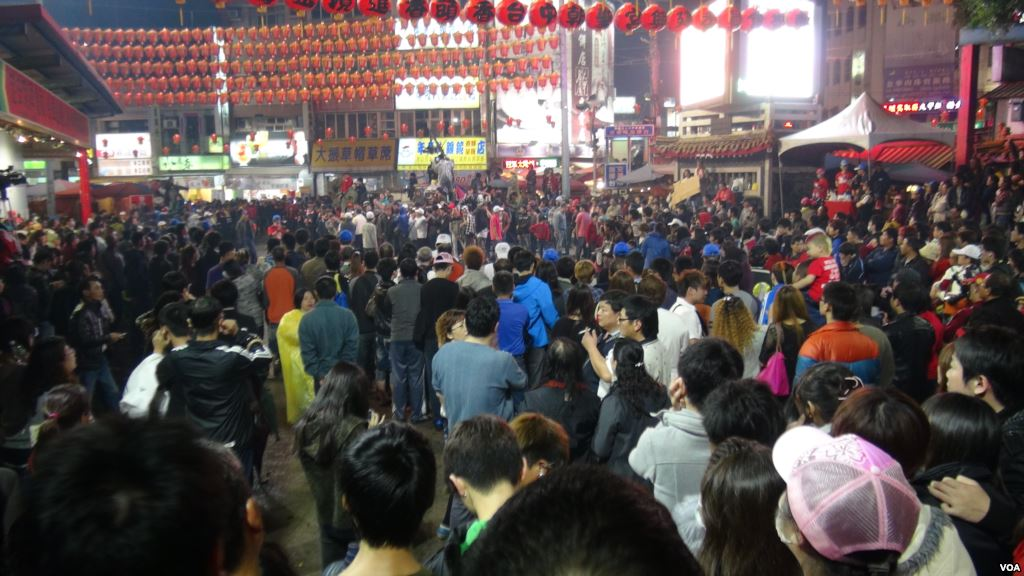
前來迎接大甲媽祖回鑾的信徒。

每年農曆三月，來自各地的百萬信徒組成聲勢浩大的進香隊伍，以大甲鎮瀾宮為出發點，在九天八夜中徒步至南部來回，堪稱是台灣地表最大規模遷徙活動。早期進香目的地是湄洲，日治時期改為北港朝天宮。1988年因媒體報導稱爲「大甲媽祖回娘家」而引發爭議，此後改往新港奉天宮繞境迄今 。
遶境隊伍跨越（臺中市、彰化縣、雲林縣、嘉義縣），經過21個鄉鎮市區，超過100多座廟宇，跋涉超過340多公里路程（每年都在增加）。2010年起擴大舉辦為九天八夜徒步遶境進香，分別駐駕彰化南瑤宮、西螺福興宮、新港奉天宮、北斗奠安宮、彰化天后宮、清水朝興宮，最後回駕大甲鎮瀾宮。
每年大甲媽祖遶境進香的日子並不固定，都是在當年的元宵節舉行「筊筶典禮」擲筊決定出發的日期與時辰。在整個遶境活動中，依照傳統舉行獻敬禮儀。遶境進香中包含了重要的十大典禮，包括筊筶、豎旗、祈安、上轎、起駕、駐駕、祈福、祝壽、回駕及安座。
文化資產
2008年，台中縣政府將大甲媽祖遶境進香登錄為台中縣文化資產列為民俗類「民俗」無形文化資產之一。
2011年4月8日，大甲媽祖遶境進香由行政院文建會指定為「國家重要民俗活動」。
2017年11月21日，文化部文化資產局公告為文授資局傳字第10630129831號公告重新登錄：「重要民俗」等無形文化資產民俗類。
2018年12月3日，臺中市文化資產處公告為府授文資遺字第10702930731號公告重新登錄：「民俗」等無形文化資產民俗類。
大甲媽祖聖歌
| 曲序 | 曲目             |        | 作曲   |
| ---- | ---------------- | ------ | ------ |
| 1.   | 《大甲媽祖聖歌》 | 洪慶峰 | 蔡振南 |

### 謁祖進香
鎮瀾宮創建初期，均由大安港或溫寮港直接駛往湄洲進香，清治時期大約每十二年舉辦一次。日治時期，日本人禁止台灣海峽兩岸往來，清末民初之際遂停止湄洲進香活動。1987年，適逢媽祖得道千年，湄洲祖廟邀請海內外人士回祖廟參加紀念活動，鎮瀾宮組團赴湄洲媽祖祖廟進香，從此謁祖進香活動再度延續。
2001年，「台灣媽祖聯誼會」成立，號召全台各地媽祖宮廟會員代表一同前往湄洲媽祖祖廟謁祖進香。
2006年9月，聯合台灣媽祖聯誼會的會員宮廟代表，首次循小三通方式由台中港前往金門與中國福建省廈門市，再前往媽祖升天-湄洲媽祖祖廟、媽祖誕生地-賢良港天后祖祠、泉州天后宮、文峰天后宮等地謁祖進香，回程到金門天后宮遶境巡安。
2014年6月，聯合台灣媽祖聯誼會的會員宮廟代表及其他台灣宮廟代表一同前往湄洲媽祖祖廟謁祖進香；同時，也舉辦「萬眾齊拜」活動，並成立「香擔組」負責扛香擔與工具。
2017年10月6日，睽違20年，湄洲媽祖來台巡安，駐駕大甲鎮瀾宮，翌日移駕大甲體育場舉辦「四海平安 祈福大典」，安座典禮禮成隨即舉行萬人誦經等儀式，邀請全台灣共計一萬六千尊神尊參與。新營太子宮擔任先鋒官。

## 相關廟宇

### 祖廟
- 湄洲媽祖祖廟（媽祖升天得道地、媽祖信仰發源地）
- 賢良港天后祖祠（媽祖的誕生地）
- 文峰天后宮
- 泉州天后宮

### 分靈廟

#### 臺灣

##### 北部
- 基隆市：
  - 基隆聖安宮（1958年由基隆地區之大甲北上移民恭請鎮殿六媽分靈至仙洞供奉，為最早的分香廟。）
- 台北市：
  - 中華台北媽祖會&臺北聖興天后宮（前身為媽祖光影展）
  - 揚善媽祖志業閣（原名為昊天宗。成功媽祖會）
  - 艋舺金義殿北源玄都玉京
  - 台北萬華大甲媽分靈鐘家天上聖母會
- 新北市：
  - 三重先嗇宮(廟內一尊翡翠所雕的媽祖神像是大甲鎮瀾宮的分靈)
  - 台北聖鳳宮（原名為三重聖鳳宮）
  - 新莊永樂厝郭府天上聖母
  - 板橋鎮瀾宮
  - 新莊池尊境
- 桃園市：
  - 中壢朝明宮
  - 桃園八德鎮德宮
  - 中壢鎮慈宮
  - 桃園 桃邑慈聖壇
- 苗栗縣：
  - 竹南玄龍宮

##### 中部
- 台中市：
  - 豐原鎮清宮
  - 大安鎮安宮
  - 台中朝聖宮
  - 后里月眉慈賢宮
  - 沙鹿北勢頭迎聖會
  - 神岡大聖宮
  - 外埔大同天上聖母
  - 大安龜殼聖安宮
  - 大甲龍泉里天上聖母
  - 大甲鎮瀾宮清水媽祖會
  - 台中后里黃府天上聖母
  - 台中后里陳府天上聖母
  - 台中大甲朱府天上聖母
  - 台中沙鹿李家天上聖母
  - 台中沙鹿鎮南宮
  - 沙鹿包府殿（原名為台中森羅宮）
  - 聖安天上聖母會(大甲三媽分靈)
  - 王田天和宮
  - 大甲鎮玄堂
  - 臺中慈靖閣天上聖母會
  - 潭子甘蔗崙三官大帝廟
  - 大安鎮天宮
  - 台中西屯黃家天上聖母
  - 大甲双木林天上聖母
- 彰化縣：
  - 大甲媽分靈員林媽祖會
  - 大甲鎮瀾宮彰化山腳大甲媽祖會
  - 大甲媽分靈彰化媽祖會(大甲鎮瀾宮彰化分靈媽會)
  - 彰化芳苑漢寶鎮安宮
  - 芳苑路上厝封玄宮
  - 彰化彰邑聖母會
  - 彰化和美黃府天上聖母會
  - 溪州武元宮(大甲鎮瀾宮彌勒團分靈)
  - 彰化內路吳家天上聖母
  - 花壇李家天上聖母
  - 溪湖陳家天上聖母
  - 北斗壽安宮
  - 彰化金四方天上聖母會
  - 大村水碓賜福宮
- 南投縣：
  - 南投縣白沙屯媽祖聖母文化協會
- 雲林縣：
  - 雲林西螺廖家聯誼會

##### 南部
- 嘉義縣：
  - 嘉義中埔嘉邑聖旻宮
  - 大甲鎮瀾宮醫療團（現名為開臺宗教醫療團）
- 台南市：
  - 大甲鎮瀾宮台南府城媽祖會
  - 台南天上聖母會
- 高雄市：
  - 高雄鼓山寶瀾宮
  - 高雄內門御寶財園區&大甲鎮瀾宮南區分會（高雄內門御寶財園區）
  - 大寮天后宮（高雄分靈媽會）
  - 高雄小港尤家天上聖母會
  - 高雄聖德天上聖母會
  - 大甲鎮瀾宮南巡會暨高邑媽祖慈善會
  - 旗山旗聖宮
- 屏東縣：
  - 屏東內埔慈聖宮
  - 東港船頭里福安宮
  - 小琉球天海宮

##### 東部與離島
- 宜蘭縣：
  - 宜蘭昭應宮
  - 宜蘭妙慈宮
- 台東縣：
  - 大甲鎮瀾宮台東大甲媽祖會
- 金門縣：
  - 金門大甲媽祖分靈會（位於陳金福號特產店內）
- 其它：玄興道壇、臺南官田某府民宅等

#### 中國大陆
- 福建
  - 廈門媽祖聯誼會 大甲媽廈門分靈
  - 賢良港天后祖祠的天后聖殿
  - 福州三坊七巷天后宮
  - 仙游榜頭朱陽宮
  - 漳州江泉天后宮
  - 莆田白湖順濟廟
- 天津：
  - 天津天后宮

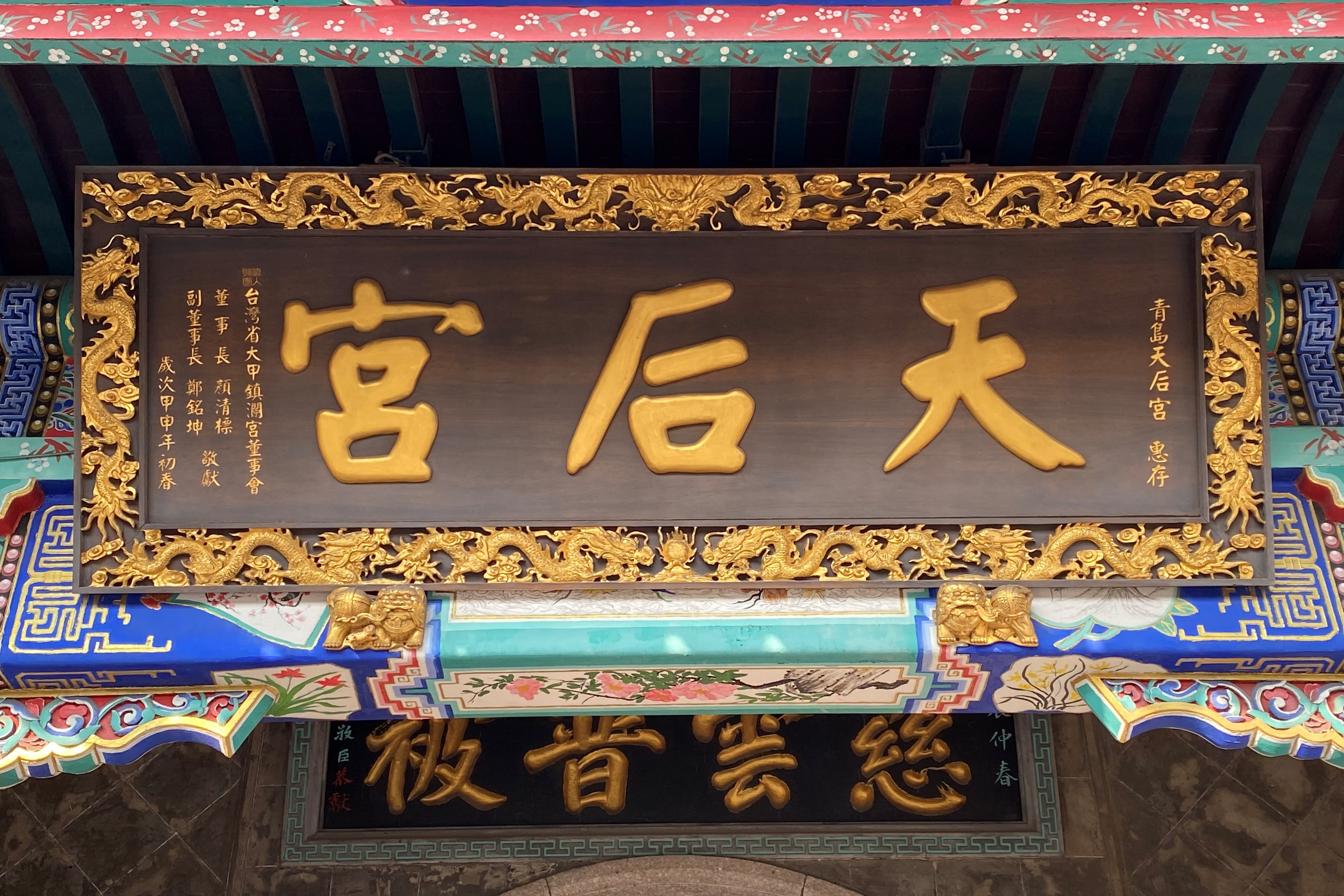
大甲镇澜宫赠青岛天后宫匾额

  - 天津濱海新區媽祖文化園的天后寶殿（該園區由鎮瀾宮投資興建[8]）
- 山東：
  - 山東台兒莊天后宮
  - 青島天后宮
- 上海：
  - 上海天妃宮
  - 上海城隍廟
- 廣西：
  - 廣西桂林榕津天后宮
- 遼寧：
  - 遼寧錦州天后宮
  - 丹東大孤山天后宮
- 澳門：
  - 澳門天后宮
- 黑龍江：
  - 黑龍江兩岸媽祖文化促進籌備會

#### 美國
- 美國紐約皇后聖母宮

#### 馬來西亞
- 馬來西亞馬六甲興安會館&興安天后宮
- 馬來西亞吉打天后宮

- 其它的還有泉州及莆田、澳洲雪梨等都有大甲媽的分靈廟宇。[30]

## 外部連結
- 財團法人大甲鎮瀾宮全球資訊網（页面存档备份，存于）（繁體中文）（日語）（英文）
- 大甲媽祖聖歌緣起（页面存档备份，存于）
- 臺中市私立鎮瀾兒童家園（页面存档备份，存于）
- 大甲媽社會福利基金會（页面存档备份，存于）
- 大甲鎮瀾宮－臺中觀光旅遊網（页面存档备份，存于）
- 大甲鎮瀾宮官方粉絲的Facebook專頁（繁體中文）
- YouTube上的大甲鎮瀾宮頻道
- 大甲鎮瀾宮的LINE官方帳號（页面存档备份，存于）
- 大甲鎮瀾宮的Instagram帳戶

24°20′42.8″N 120°37′24.9″E / 24.345222°N 120.623583°E